# Lista de asteroides (134001-135000)
Esta é uma lista parcial de asteroides, do asteroide número 134001 até o 135000, inclusive. Veja também o índice com todas as listas disponíveis.

| Objeto Próximos à Terra | Cinturão de asteroides (interno) | Cinturão de asteroides (externo) | Centauro       |
| Cruzador de Marte       | Cinturão de asteroides (meio)    | Troianos de Júpiter              | Transnetuniano |

Veja mais dados de cada asteroide na ligação externa para o Minor Planet Center na última coluna.
Índice: 134001... 134101... 134201... 134301... 134401... 134501... 134601... 134701... 134801... 134901... 

## 134001–134100
| Designação              | Designação | Descoberta  | Descoberta       | Descobridor(es) | Categoria | Mais informações / Referência |
| Permanente              | Provisória | Data        | Local            | Descobridor(es) | Categoria | Mais informações / Referência |
| ----------------------- | ---------- | ----------- | ---------------- | --------------- | --------- | ----------------------------- |
| 134001                  | 2004 VL9   | 3 nov 2004  | Anderson Mesa    | LONEOS          | —         | MPC                           |
| 134002                  | 2004 VS9   | 3 nov 2004  | Anderson Mesa    | LONEOS          | —         | MPC                           |
| 134003 Ingridgalinsky   | 2004 VD12  | 3 nov 2004  | Catalina         | CSS             | —         | MPC                           |
| 134004                  | 2004 VN13  | 2 nov 2004  | Anderson Mesa    | LONEOS          | —         | MPC                           |
| 134005                  | 2004 VQ15  | 4 nov 2004  | Kitt Peak        | Spacewatch      | —         | MPC                           |
| 134006                  | 2004 VY17  | 3 nov 2004  | Kitt Peak        | Spacewatch      | —         | MPC                           |
| 134007                  | 2004 VZ18  | 4 nov 2004  | Kitt Peak        | Spacewatch      | —         | MPC                           |
| 134008 Davidhammond     | 2004 VP21  | 4 nov 2004  | Catalina         | CSS             | —         | MPC                           |
| 134009                  | 2004 VZ27  | 5 nov 2004  | Palomar          | NEAT            | —         | MPC                           |
| 134010                  | 2004 VW28  | 7 nov 2004  | Wrightwood       | J. W. Young     | Mitidika  | MPC                           |
| 134011                  | 2004 VO36  | 4 nov 2004  | Kitt Peak        | Spacewatch      | —         | MPC                           |
| 134012                  | 2004 VS36  | 4 nov 2004  | Kitt Peak        | Spacewatch      | —         | MPC                           |
| 134013                  | 2004 VX42  | 4 nov 2004  | Kitt Peak        | Spacewatch      | —         | MPC                           |
| 134014                  | 2004 VQ48  | 4 nov 2004  | Kitt Peak        | Spacewatch      | —         | MPC                           |
| 134015                  | 2004 VY52  | 4 nov 2004  | Kitt Peak        | Spacewatch      | —         | MPC                           |
| 134016                  | 2004 VU53  | 7 nov 2004  | Socorro          | LINEAR          | Juno      | MPC                           |
| 134017                  | 2004 VZ53  | 7 nov 2004  | Socorro          | LINEAR          | —         | MPC                           |
| 134018                  | 2004 VO57  | 5 nov 2004  | Palomar          | NEAT            | —         | MPC                           |
| 134019 Nathanmogk       | 2004 VC59  | 9 nov 2004  | Catalina         | CSS             | —         | MPC                           |
| 134020                  | 2004 VR62  | 6 nov 2004  | Socorro          | LINEAR          | —         | MPC                           |
| 134021                  | 2004 VY62  | 7 nov 2004  | Socorro          | LINEAR          | —         | MPC                           |
| 134022                  | 2004 VW63  | 10 nov 2004 | Kitt Peak        | Spacewatch      | Ursula    | MPC                           |
| 134023                  | 2004 VO64  | 7 nov 2004  | Socorro          | LINEAR          | —         | MPC                           |
| 134024                  | 2004 VN65  | 9 nov 2004  | Haleakalā        | NEAT            | —         | MPC                           |
| 134025                  | 2004 VW65  | 3 nov 2004  | Kitt Peak        | Spacewatch      | —         | MPC                           |
| 134026                  | 2004 VC71  | 7 nov 2004  | Socorro          | LINEAR          | —         | MPC                           |
| 134027 Deanbooher       | 2004 VN76  | 12 nov 2004 | Catalina         | CSS             | —         | MPC                           |
| 134028 Mikefitzgibbon   | 2004 VE77  | 12 nov 2004 | Catalina         | CSS             | —         | MPC                           |
| 134029                  | 2004 VJ85  | 10 nov 2004 | Kitt Peak        | Spacewatch      | —         | MPC                           |
| 134030                  | 2004 VT90  | 2 nov 2004  | Palomar          | NEAT            | Eos       | MPC                           |
| 134031                  | 2004 WY    | 17 nov 2004 | Siding Spring    | SSS             | —         | MPC                           |
| 134032                  | 2004 WC5   | 18 nov 2004 | Socorro          | LINEAR          | —         | MPC                           |
| 134033                  | 2004 WZ6   | 19 nov 2004 | Socorro          | LINEAR          | —         | MPC                           |
| 134034 Bloomenthal      | 2004 WV7   | 19 nov 2004 | Catalina         | CSS             | —         | MPC                           |
| 134035                  | 2004 WW8   | 18 nov 2004 | Socorro          | LINEAR          | —         | MPC                           |
| 134036 Austincummings   | 2004 XB1   | 1 dez 2004  | Catalina         | CSS             | —         | MPC                           |
| 134037                  | 2004 XP3   | 2 dez 2004  | Socorro          | LINEAR          | —         | MPC                           |
| 134038                  | 2004 XP5   | 2 dez 2004  | Palomar          | NEAT            | —         | MPC                           |
| 134039 Stephaniebarnes  | 2004 XX8   | 2 dez 2004  | Catalina         | CSS             | Juno      | MPC                           |
| 134040 Beaubierhaus     | 2004 XP9   | 2 dez 2004  | Catalina         | CSS             | —         | MPC                           |
| 134041                  | 2004 XC12  | 8 dez 2004  | Socorro          | LINEAR          | —         | MPC                           |
| 134042                  | 2004 XQ12  | 8 dez 2004  | Socorro          | LINEAR          | Flora     | MPC                           |
| 134043                  | 2004 XB13  | 8 dez 2004  | Socorro          | LINEAR          | —         | MPC                           |
| 134044 Chrisshinohara   | 2004 XA14  | 9 dez 2004  | Catalina         | CSS             | —         | MPC                           |
| 134045                  | 2004 XE22  | 8 dez 2004  | Socorro          | LINEAR          | —         | MPC                           |
| 134046                  | 2004 XM22  | 8 dez 2004  | Socorro          | LINEAR          | —         | MPC                           |
| 134047                  | 2004 XG23  | 8 dez 2004  | Socorro          | LINEAR          | —         | MPC                           |
| 134048                  | 2004 XH23  | 8 dez 2004  | Socorro          | LINEAR          | —         | MPC                           |
| 134049                  | 2004 XB24  | 9 dez 2004  | Socorro          | LINEAR          | —         | MPC                           |
| 134050 Rebeccaghent     | 2004 XU25  | 9 dez 2004  | Catalina         | CSS             | —         | MPC                           |
| 134051                  | 2004 XZ26  | 10 dez 2004 | Socorro          | LINEAR          | —         | MPC                           |
| 134052                  | 2004 XL27  | 10 dez 2004 | Socorro          | LINEAR          | —         | MPC                           |
| 134053                  | 2004 XQ27  | 10 dez 2004 | Socorro          | LINEAR          | —         | MPC                           |
| 134054                  | 2004 XM28  | 10 dez 2004 | Socorro          | LINEAR          | —         | MPC                           |
| 134055                  | 2004 XD36  | 10 dez 2004 | Kitt Peak        | Spacewatch      | —         | MPC                           |
| 134056                  | 2004 XB37  | 11 dez 2004 | Campo Imperatore | CINEOS          | —         | MPC                           |
| 134057                  | 2004 XT37  | 7 dez 2004  | Socorro          | LINEAR          | —         | MPC                           |
| 134058                  | 2004 XX38  | 7 dez 2004  | Socorro          | LINEAR          | Phocaea   | MPC                           |
| 134059                  | 2004 XL43  | 10 dez 2004 | Socorro          | LINEAR          | —         | MPC                           |
| 134060                  | 2004 XR43  | 11 dez 2004 | Campo Imperatore | CINEOS          | —         | MPC                           |
| 134061                  | 2004 XG45  | 8 dez 2004  | Socorro          | LINEAR          | —         | MPC                           |
| 134062                  | 2004 XH48  | 10 dez 2004 | Socorro          | LINEAR          | —         | MPC                           |
| 134063 Damianhammond    | 2004 XP50  | 9 dez 2004  | Catalina         | CSS             | —         | MPC                           |
| 134064                  | 2004 XF52  | 8 dez 2004  | Socorro          | LINEAR          | —         | MPC                           |
| 134065                  | 2004 XP55  | 10 dez 2004 | Kitt Peak        | Spacewatch      | —         | MPC                           |
| 134066                  | 2004 XK60  | 12 dez 2004 | Kitt Peak        | Spacewatch      | —         | MPC                           |
| 134067                  | 2004 XO60  | 12 dez 2004 | Kitt Peak        | Spacewatch      | —         | MPC                           |
| 134068                  | 2004 XS61  | 8 dez 2004  | Socorro          | LINEAR          | —         | MPC                           |
| 134069 Miyo             | 2004 XP63  | 13 dez 2004 | Yamagata         | K. Itagaki      | —         | MPC                           |
| 134070                  | 2004 XD64  | 2 dez 2004  | Kitt Peak        | Spacewatch      | Brangane  | MPC                           |
| 134071                  | 2004 XL65  | 2 dez 2004  | Palomar          | NEAT            | —         | MPC                           |
| 134072 Sharonhooven     | 2004 XZ65  | 2 dez 2004  | Catalina         | CSS             | —         | MPC                           |
| 134073                  | 2004 XL66  | 3 dez 2004  | Kitt Peak        | Spacewatch      | —         | MPC                           |
| 134074                  | 2004 XN66  | 3 dez 2004  | Kitt Peak        | Spacewatch      | —         | MPC                           |
| 134075                  | 2004 XE68  | 3 dez 2004  | Kitt Peak        | Spacewatch      | Ursula    | MPC                           |
| 134076                  | 2004 XW69  | 10 dez 2004 | Kitt Peak        | Spacewatch      | —         | MPC                           |
| 134077                  | 2004 XW71  | 12 dez 2004 | Kitt Peak        | Spacewatch      | —         | MPC                           |
| 134078                  | 2004 XX76  | 10 dez 2004 | Socorro          | LINEAR          | Mitidika  | MPC                           |
| 134079                  | 2004 XR78  | 10 dez 2004 | Socorro          | LINEAR          | —         | MPC                           |
| 134080                  | 2004 XE82  | 11 dez 2004 | Kitt Peak        | Spacewatch      | Mitidika  | MPC                           |
| 134081 Johnmarshall     | 2004 XY87  | 9 dez 2004  | Catalina         | CSS             | —         | MPC                           |
| 134082                  | 2004 XN89  | 11 dez 2004 | Socorro          | LINEAR          | —         | MPC                           |
| 134083                  | 2004 XM98  | 11 dez 2004 | Kitt Peak        | Spacewatch      | —         | MPC                           |
| 134084                  | 2004 XH100 | 13 dez 2004 | Kitt Peak        | Spacewatch      | —         | MPC                           |
| 134085                  | 2004 XE102 | 10 dez 2004 | Kitt Peak        | Spacewatch      | —         | MPC                           |
| 134086                  | 2004 XR103 | 9 dez 2004  | Socorro          | LINEAR          | —         | MPC                           |
| 134087 Symeonplatts     | 2004 XU103 | 9 dez 2004  | Catalina         | CSS             | —         | MPC                           |
| 134088 Brettperkins     | 2004 XF104 | 9 dez 2004  | Catalina         | CSS             | —         | MPC                           |
| 134089                  | 2004 XE105 | 10 dez 2004 | Kitt Peak        | Spacewatch      | —         | MPC                           |
| 134090                  | 2004 XS105 | 11 dez 2004 | Socorro          | LINEAR          | —         | MPC                           |
| 134091 Jaysoncowley     | 2004 XU110 | 14 dez 2004 | Catalina         | CSS             | Ursula    | MPC                           |
| 134092 Lindaleematthias | 2004 XD111 | 14 dez 2004 | Catalina         | CSS             | —         | MPC                           |
| 134093                  | 2004 XP111 | 14 dez 2004 | Kitt Peak        | Spacewatch      | —         | MPC                           |
| 134094                  | 2004 XR119 | 12 dez 2004 | Kitt Peak        | Spacewatch      | —         | MPC                           |
| 134095                  | 2004 XS119 | 12 dez 2004 | Kitt Peak        | Spacewatch      | —         | MPC                           |
| 134096                  | 2004 XA122 | 15 dez 2004 | Socorro          | LINEAR          | —         | MPC                           |
| 134097                  | 2004 XC123 | 10 dez 2004 | Socorro          | LINEAR          | —         | MPC                           |
| 134098                  | 2004 XN124 | 10 dez 2004 | Socorro          | LINEAR          | —         | MPC                           |
| 134099 Rexengelhardt    | 2004 XC125 | 11 dez 2004 | Catalina         | CSS             | —         | MPC                           |
| 134100                  | 2004 XH131 | 10 dez 2004 | Socorro          | LINEAR          | —         | MPC                           |

## 134101–134200
| Designação            | Designação | Descoberta  | Descoberta       | Descobridor(es)     | Categoria | Mais informações / Referência |
| Permanente            | Provisória | Data        | Local            | Descobridor(es)     | Categoria | Mais informações / Referência |
| --------------------- | ---------- | ----------- | ---------------- | ------------------- | --------- | ----------------------------- |
| 134101                | 2004 XQ133 | 15 dez 2004 | Socorro          | LINEAR              | —         | MPC                           |
| 134102                | 2004 XM134 | 15 dez 2004 | Socorro          | LINEAR              | —         | MPC                           |
| 134103                | 2004 XS136 | 15 dez 2004 | Socorro          | LINEAR              | —         | MPC                           |
| 134104                | 2004 XZ144 | 13 dez 2004 | Kitt Peak        | Spacewatch          | —         | MPC                           |
| 134105 Josephfust     | 2004 XY145 | 14 dez 2004 | Catalina         | CSS                 | —         | MPC                           |
| 134106                | 2004 XP147 | 13 dez 2004 | Campo Imperatore | CINEOS              | —         | MPC                           |
| 134107                | 2004 XM157 | 14 dez 2004 | Socorro          | LINEAR              | —         | MPC                           |
| 134108                | 2004 XP158 | 14 dez 2004 | Kitt Peak        | Spacewatch          | —         | MPC                           |
| 134109 Britneyburch   | 2004 XN159 | 14 dez 2004 | Catalina         | CSS                 | —         | MPC                           |
| 134110                | 2004 XD162 | 15 dez 2004 | Socorro          | LINEAR              | —         | MPC                           |
| 134111                | 2004 XP162 | 15 dez 2004 | Socorro          | LINEAR              | Brangane  | MPC                           |
| 134112 Jeremyralph    | 2004 XZ169 | 9 dez 2004  | Catalina         | CSS                 | —         | MPC                           |
| 134113                | 2004 XF178 | 12 dez 2004 | Kitt Peak        | Spacewatch          | —         | MPC                           |
| 134114                | 2004 XQ181 | 15 dez 2004 | Socorro          | LINEAR              | —         | MPC                           |
| 134115                | 2004 XA182 | 15 dez 2004 | Kitt Peak        | Spacewatch          | —         | MPC                           |
| 134116                | 2004 YY3   | 16 dez 2004 | Kitt Peak        | Spacewatch          | —         | MPC                           |
| 134117                | 2004 YS5   | 19 dez 2004 | Socorro          | LINEAR              | —         | MPC                           |
| 134118                | 2004 YL11  | 18 dez 2004 | Mount Lemmon     | Mount Lemmon Survey | —         | MPC                           |
| 134119                | 2004 YY13  | 18 dez 2004 | Mount Lemmon     | Mount Lemmon Survey | —         | MPC                           |
| 134120                | 2004 YG19  | 18 dez 2004 | Mount Lemmon     | Mount Lemmon Survey | —         | MPC                           |
| 134121                | 2004 YE30  | 16 dez 2004 | Kitt Peak        | Spacewatch          | —         | MPC                           |
| 134122                | 2004 YY31  | 20 dez 2004 | Mount Lemmon     | Mount Lemmon Survey | —         | MPC                           |
| 134123                | 2004 YA32  | 20 dez 2004 | Mount Lemmon     | Mount Lemmon Survey | —         | MPC                           |
| 134124 Subirachs      | 2005 AM    | 2 jan 2005  | Begues           | J. Manteca          | —         | MPC                           |
| 134125 Shaundaly      | 2005 AH6   | 6 jan 2005  | Catalina         | CSS                 | —         | MPC                           |
| 134126                | 2005 AN6   | 6 jan 2005  | Socorro          | LINEAR              | —         | MPC                           |
| 134127 Basher         | 2005 AK7   | 6 jan 2005  | Catalina         | CSS                 | —         | MPC                           |
| 134128                | 2005 AF8   | 6 jan 2005  | Socorro          | LINEAR              | —         | MPC                           |
| 134129                | 2005 AB9   | 7 jan 2005  | Socorro          | LINEAR              | —         | MPC                           |
| 134130 Apáczai        | 2005 AP11  | 3 jan 2005  | Piszkéstető      | K. Sárneczky        | —         | MPC                           |
| 134131 Skipowens      | 2005 AT11  | 6 jan 2005  | Catalina         | CSS                 | —         | MPC                           |
| 134132                | 2005 AQ12  | 6 jan 2005  | Socorro          | LINEAR              | —         | MPC                           |
| 134133                | 2005 AP13  | 7 jan 2005  | Socorro          | LINEAR              | Ursula    | MPC                           |
| 134134 Kristoferdrozd | 2005 AU21  | 6 jan 2005  | Catalina         | CSS                 | —         | MPC                           |
| 134135 Steigerwald    | 2005 AY24  | 7 jan 2005  | Catalina         | CSS                 | —         | MPC                           |
| 134136                | 2005 AR29  | 8 jan 2005  | Campo Imperatore | CINEOS              | —         | MPC                           |
| 134137                | 2005 AV29  | 8 jan 2005  | Campo Imperatore | CINEOS              | —         | MPC                           |
| 134138 Laurabayley    | 2005 AG30  | 9 jan 2005  | Catalina         | CSS                 | —         | MPC                           |
| 134139                | 2005 AK31  | 11 jan 2005 | Socorro          | LINEAR              | —         | MPC                           |
| 134140                | 2005 AT32  | 11 jan 2005 | Socorro          | LINEAR              | —         | MPC                           |
| 134141                | 2005 AL35  | 13 jan 2005 | Socorro          | LINEAR              | —         | MPC                           |
| 134142                | 2005 AX38  | 13 jan 2005 | Kitt Peak        | Spacewatch          | —         | MPC                           |
| 134143                | 2005 AR43  | 15 jan 2005 | Socorro          | LINEAR              | —         | MPC                           |
| 134144                | 2005 AV46  | 11 jan 2005 | Socorro          | LINEAR              | —         | MPC                           |
| 134145                | 2005 AN48  | 13 jan 2005 | Kitt Peak        | Spacewatch          | —         | MPC                           |
| 134146 Pronoybiswas   | 2005 AL51  | 13 jan 2005 | Catalina         | CSS                 | —         | MPC                           |
| 134147                | 2005 AZ53  | 13 jan 2005 | Kitt Peak        | Spacewatch          | —         | MPC                           |
| 134148                | 2005 AC56  | 15 jan 2005 | Kitt Peak        | Spacewatch          | —         | MPC                           |
| 134149                | 2005 AJ56  | 15 jan 2005 | Socorro          | LINEAR              | —         | MPC                           |
| 134150 Bralower       | 2005 AU57  | 15 jan 2005 | Catalina         | CSS                 | —         | MPC                           |
| 134151                | 2005 AL58  | 15 jan 2005 | Socorro          | LINEAR              | —         | MPC                           |
| 134152                | 2005 AF60  | 15 jan 2005 | Kitt Peak        | Spacewatch          | —         | MPC                           |
| 134153                | 2005 AF61  | 15 jan 2005 | Kitt Peak        | Spacewatch          | —         | MPC                           |
| 134154                | 2005 AD66  | 13 jan 2005 | Kitt Peak        | Spacewatch          | —         | MPC                           |
| 134155                | 2005 AJ71  | 15 jan 2005 | Kitt Peak        | Spacewatch          | —         | MPC                           |
| 134156                | 2005 AL71  | 15 jan 2005 | Kitt Peak        | Spacewatch          | —         | MPC                           |
| 134157                | 2005 AM71  | 15 jan 2005 | Kitt Peak        | Spacewatch          | —         | MPC                           |
| 134158                | 2005 AJ75  | 15 jan 2005 | Kitt Peak        | Spacewatch          | —         | MPC                           |
| 134159                | 2005 BP    | 16 jan 2005 | Desert Eagle     | W. K. Y. Yeung      | —         | MPC                           |
| 134160 Pluis          | 2005 BE3   | 16 jan 2005 | Uccle            | P. De Cat           | —         | MPC                           |
| 134161                | 2005 BN3   | 16 jan 2005 | Kitt Peak        | Spacewatch          | —         | MPC                           |
| 134162                | 2005 BN5   | 16 jan 2005 | Socorro          | LINEAR              | —         | MPC                           |
| 134163                | 2005 BO6   | 16 jan 2005 | Socorro          | LINEAR              | —         | MPC                           |
| 134164                | 2005 BK10  | 16 jan 2005 | Socorro          | LINEAR              | —         | MPC                           |
| 134165                | 2005 BJ18  | 16 jan 2005 | Socorro          | LINEAR              | Phocaea   | MPC                           |
| 134166                | 2005 BL19  | 16 jan 2005 | Socorro          | LINEAR              | —         | MPC                           |
| 134167                | 2005 BX20  | 16 jan 2005 | Kitt Peak        | Spacewatch          | —         | MPC                           |
| 134168                | 2005 BG23  | 16 jan 2005 | Kitt Peak        | Spacewatch          | —         | MPC                           |
| 134169 Davidcarte     | 2005 BO24  | 17 jan 2005 | Catalina         | CSS                 | —         | MPC                           |
| 134170                | 2005 BS24  | 17 jan 2005 | Socorro          | LINEAR              | —         | MPC                           |
| 134171                | 2005 BM25  | 18 jan 2005 | Kitt Peak        | Spacewatch          | —         | MPC                           |
| 134172                | 2005 BW26  | 19 jan 2005 | Kitt Peak        | Spacewatch          | Ursula    | MPC                           |
| 134173                | 2005 CL5   | 1 fev 2005  | Kitt Peak        | Spacewatch          | —         | MPC                           |
| 134174 Jameschen      | 2005 CU9   | 1 fev 2005  | Catalina         | CSS                 | —         | MPC                           |
| 134175                | 2005 CF12  | 1 fev 2005  | Kitt Peak        | Spacewatch          | Brangane  | MPC                           |
| 134176                | 2005 CF16  | 2 fev 2005  | Socorro          | LINEAR              | —         | MPC                           |
| 134177                | 2005 CN16  | 2 fev 2005  | Socorro          | LINEAR              | —         | MPC                           |
| 134178 Markchodas     | 2005 CR18  | 2 fev 2005  | Catalina         | CSS                 | —         | MPC                           |
| 134179                | 2005 CW21  | 3 fev 2005  | Socorro          | LINEAR              | —         | MPC                           |
| 134180 Nirajinamdar   | 2005 CN22  | 1 fev 2005  | Catalina         | CSS                 | —         | MPC                           |
| 134181                | 2005 CG26  | 1 fev 2005  | Catalina         | CSS                 | —         | MPC                           |
| 134182                | 2005 CS29  | 1 fev 2005  | Catalina         | CSS                 | —         | MPC                           |
| 134183                | 2005 CL33  | 2 fev 2005  | Kitt Peak        | Spacewatch          | —         | MPC                           |
| 134184                | 2005 CV39  | 4 fev 2005  | Kitt Peak        | Spacewatch          | —         | MPC                           |
| 134185                | 2005 CV43  | 2 fev 2005  | Catalina         | CSS                 | —         | MPC                           |
| 134186                | 2005 CU49  | 2 fev 2005  | Catalina         | CSS                 | Ursula    | MPC                           |
| 134187                | 2005 CR50  | 2 fev 2005  | Socorro          | LINEAR              | —         | MPC                           |
| 134188                | 2005 CV52  | 3 fev 2005  | Socorro          | LINEAR              | —         | MPC                           |
| 134189                | 2005 CM57  | 2 fev 2005  | Socorro          | LINEAR              | —         | MPC                           |
| 134190                | 2005 CP57  | 2 fev 2005  | Socorro          | LINEAR              | —         | MPC                           |
| 134191                | 2005 CA59  | 2 fev 2005  | Catalina         | CSS                 | —         | MPC                           |
| 134192                | 2005 CD63  | 9 fev 2005  | Kitt Peak        | Spacewatch          | —         | MPC                           |
| 134193                | 2005 CB68  | 2 fev 2005  | Socorro          | LINEAR              | —         | MPC                           |
| 134194                | 2005 CL70  | 8 fev 2005  | Mauna Kea        | C. Veillet          | —         | MPC                           |
| 134195                | 2005 CX76  | 9 fev 2005  | Mount Lemmon     | Mount Lemmon Survey | —         | MPC                           |
| 134196                | 2005 DW    | 28 fev 2005 | Socorro          | LINEAR              | —         | MPC                           |
| 134197                | 2005 EP    | 1 mar 2005  | Socorro          | LINEAR              | —         | MPC                           |
| 134198                | 2005 EL6   | 1 mar 2005  | Kitt Peak        | Spacewatch          | —         | MPC                           |
| 134199                | 2005 EP12  | 2 mar 2005  | Catalina         | CSS                 | —         | MPC                           |
| 134200                | 2005 EQ22  | 3 mar 2005  | Catalina         | CSS                 | —         | MPC                           |

## 134201–134300
| Designação      | Designação | Descoberta  | Descoberta       | Descobridor(es)     | Categoria | Mais informações / Referência |
| Permanente      | Provisória | Data        | Local            | Descobridor(es)     | Categoria | Mais informações / Referência |
| --------------- | ---------- | ----------- | ---------------- | ------------------- | --------- | ----------------------------- |
| 134201          | 2005 EJ72  | 2 mar 2005  | Catalina         | CSS                 | —         | MPC                           |
| 134202          | 2005 EO84  | 4 mar 2005  | Socorro          | LINEAR              | —         | MPC                           |
| 134203          | 2005 EK86  | 4 mar 2005  | Socorro          | LINEAR              | —         | MPC                           |
| 134204          | 2005 EJ113 | 4 mar 2005  | Socorro          | LINEAR              | —         | MPC                           |
| 134205          | 2005 ET198 | 11 mar 2005 | Mount Lemmon     | Mount Lemmon Survey | —         | MPC                           |
| 134206          | 2005 ER214 | 8 mar 2005  | Socorro          | LINEAR              | —         | MPC                           |
| 134207          | 2005 EO218 | 10 mar 2005 | Catalina         | CSS                 | —         | MPC                           |
| 134208          | 2005 EY293 | 11 mar 2005 | Catalina         | CSS                 | Brangane  | MPC                           |
| 134209          | 2005 JC63  | 9 mai 2005  | Mount Lemmon     | Mount Lemmon Survey | —         | MPC                           |
| 134210          | 2005 PQ21  | 9 ago 2005  | Cerro Tololo     | Cerro Tololo Obs.   | —         | MPC                           |
| 134211          | 2005 QO98  | 27 ago 2005 | Palomar          | NEAT                | —         | MPC                           |
| 134212          | 2005 SN144 | 25 set 2005 | Palomar          | NEAT                | —         | MPC                           |
| 134213          | 2005 SK191 | 29 set 2005 | Palomar          | NEAT                | —         | MPC                           |
| 134214          | 2005 TU61  | 3 out 2005  | Kitt Peak        | Spacewatch          | —         | MPC                           |
| 134215          | 2005 TD164 | 9 out 2005  | Kitt Peak        | Spacewatch          | —         | MPC                           |
| 134216          | 2005 UO160 | 22 out 2005 | Catalina         | CSS                 | —         | MPC                           |
| 134217          | 2005 UZ336 | 30 out 2005 | Kitt Peak        | Spacewatch          | —         | MPC                           |
| 134218          | 2005 UE439 | 28 out 2005 | Mount Lemmon     | Mount Lemmon Survey | —         | MPC                           |
| 134219          | 2005 VJ120 | 5 nov 2005  | Anderson Mesa    | LONEOS              | —         | MPC                           |
| 134220          | 2005 WM46  | 24 nov 2005 | Palomar          | NEAT                | —         | MPC                           |
| 134221          | 2005 WB147 | 25 nov 2005 | Catalina         | CSS                 | —         | MPC                           |
| 134222          | 2005 WN188 | 30 nov 2005 | Kitt Peak        | Spacewatch          | —         | MPC                           |
| 134223          | 2005 WX193 | 28 nov 2005 | Catalina         | CSS                 | —         | MPC                           |
| 134224          | 2005 XY57  | 1 dez 2005  | Kitt Peak        | Spacewatch          | —         | MPC                           |
| 134225          | 2005 XS61  | 4 dez 2005  | Kitt Peak        | Spacewatch          | Maria     | MPC                           |
| 134226          | 2005 XJ64  | 6 dez 2005  | Kitt Peak        | Spacewatch          | —         | MPC                           |
| 134227          | 2005 XT80  | 14 dez 2005 | Anderson Mesa    | LONEOS              | —         | MPC                           |
| 134228          | 2005 XU83  | 6 dez 2005  | Anderson Mesa    | LONEOS              | —         | MPC                           |
| 134229          | 2005 YK30  | 21 dez 2005 | Kitt Peak        | Spacewatch          | —         | MPC                           |
| 134230          | 2005 YB43  | 24 dez 2005 | Kitt Peak        | Spacewatch          | —         | MPC                           |
| 134231          | 2005 YC45  | 25 dez 2005 | Kitt Peak        | Spacewatch          | Brangane  | MPC                           |
| 134232          | 2005 YN46  | 25 dez 2005 | Kitt Peak        | Spacewatch          | —         | MPC                           |
| 134233          | 2005 YD54  | 24 dez 2005 | Kitt Peak        | Spacewatch          | Juno      | MPC                           |
| 134234          | 2005 YF57  | 24 dez 2005 | Kitt Peak        | Spacewatch          | —         | MPC                           |
| 134235          | 2005 YL70  | 26 dez 2005 | Kitt Peak        | Spacewatch          | —         | MPC                           |
| 134236          | 2005 YO89  | 26 dez 2005 | Mount Lemmon     | Mount Lemmon Survey | —         | MPC                           |
| 134237          | 2005 YS114 | 25 dez 2005 | Kitt Peak        | Spacewatch          | —         | MPC                           |
| 134238          | 2005 YX126 | 27 dez 2005 | Catalina         | CSS                 | —         | MPC                           |
| 134239          | 2005 YY144 | 28 dez 2005 | Mount Lemmon     | Mount Lemmon Survey | —         | MPC                           |
| 134240          | 2005 YQ170 | 27 dez 2005 | Catalina         | CSS                 | —         | MPC                           |
| 134241          | 2005 YR219 | 30 dez 2005 | Catalina         | CSS                 | Juno      | MPC                           |
| 134242          | 2005 YS270 | 27 dez 2005 | Mount Lemmon     | Mount Lemmon Survey | —         | MPC                           |
| 134243          | 2005 YN275 | 30 dez 2005 | Mount Lemmon     | Mount Lemmon Survey | —         | MPC                           |
| 134244 De Young | 2006 AA4   | 6 jan 2006  | Calvin-Rehoboth  | L. A. Molnar        | —         | MPC                           |
| 134245          | 2006 AG11  | 4 jan 2006  | Catalina         | CSS                 | —         | MPC                           |
| 134246          | 2006 AR14  | 5 jan 2006  | Mount Lemmon     | Mount Lemmon Survey | —         | MPC                           |
| 134247          | 2006 AM18  | 5 jan 2006  | Mount Lemmon     | Mount Lemmon Survey | —         | MPC                           |
| 134248          | 2006 AL19  | 2 jan 2006  | Catalina         | CSS                 | Phocaea   | MPC                           |
| 134249          | 2006 AV21  | 5 jan 2006  | Catalina         | CSS                 | —         | MPC                           |
| 134250          | 2006 AU32  | 5 jan 2006  | Catalina         | CSS                 | —         | MPC                           |
| 134251          | 2006 AN34  | 6 jan 2006  | Mount Lemmon     | Mount Lemmon Survey | —         | MPC                           |
| 134252          | 2006 AK41  | 3 jan 2006  | Socorro          | LINEAR              | —         | MPC                           |
| 134253          | 2006 AQ71  | 6 jan 2006  | Mount Lemmon     | Mount Lemmon Survey | —         | MPC                           |
| 134254          | 2006 AF81  | 4 jan 2006  | Socorro          | LINEAR              | —         | MPC                           |
| 134255          | 2006 AV84  | 6 jan 2006  | Anderson Mesa    | LONEOS              | —         | MPC                           |
| 134256          | 2006 AE91  | 6 jan 2006  | Mount Lemmon     | Mount Lemmon Survey | —         | MPC                           |
| 134257          | 2006 AY93  | 7 jan 2006  | Mount Lemmon     | Mount Lemmon Survey | —         | MPC                           |
| 134258          | 2006 AS97  | 7 jan 2006  | Anderson Mesa    | LONEOS              | —         | MPC                           |
| 134259          | 2006 BG6   | 20 jan 2006 | Catalina         | CSS                 | —         | MPC                           |
| 134260          | 2006 BG12  | 21 jan 2006 | Palomar          | NEAT                | —         | MPC                           |
| 134261          | 2006 BA21  | 22 jan 2006 | Mount Lemmon     | Mount Lemmon Survey | —         | MPC                           |
| 134262          | 2006 BX23  | 23 jan 2006 | Catalina         | CSS                 | —         | MPC                           |
| 134263          | 2006 BB29  | 23 jan 2006 | Socorro          | LINEAR              | —         | MPC                           |
| 134264          | 2006 BO30  | 20 jan 2006 | Kitt Peak        | Spacewatch          | —         | MPC                           |
| 134265          | 2006 BM59  | 24 jan 2006 | Socorro          | LINEAR              | Brangane  | MPC                           |
| 134266          | 2006 BQ92  | 26 jan 2006 | Mount Lemmon     | Mount Lemmon Survey | —         | MPC                           |
| 134267          | 2006 BQ98  | 26 jan 2006 | Catalina         | CSS                 | —         | MPC                           |
| 134268          | 2006 BJ111 | 25 jan 2006 | Kitt Peak        | Spacewatch          | —         | MPC                           |
| 134269          | 2006 BP114 | 26 jan 2006 | Kitt Peak        | Spacewatch          | —         | MPC                           |
| 134270          | 2006 BG125 | 26 jan 2006 | Kitt Peak        | Spacewatch          | —         | MPC                           |
| 134271          | 2006 BO139 | 28 jan 2006 | Mount Lemmon     | Mount Lemmon Survey | —         | MPC                           |
| 134272          | 2006 BW145 | 28 jan 2006 | 7300 Observatory | W. K. Y. Yeung      | —         | MPC                           |
| 134273          | 2006 BR156 | 25 jan 2006 | Kitt Peak        | Spacewatch          | —         | MPC                           |
| 134274          | 2006 BV159 | 26 jan 2006 | Kitt Peak        | Spacewatch          | Eos       | MPC                           |
| 134275          | 2006 BW161 | 26 jan 2006 | Anderson Mesa    | LONEOS              | —         | MPC                           |
| 134276          | 2006 BE247 | 31 jan 2006 | Kitt Peak        | Spacewatch          | —         | MPC                           |
| 134277          | 2006 BJ252 | 31 jan 2006 | Kitt Peak        | Spacewatch          | —         | MPC                           |
| 134278          | 2006 BS256 | 31 jan 2006 | Kitt Peak        | Spacewatch          | —         | MPC                           |
| 134279          | 2006 BT264 | 31 jan 2006 | Kitt Peak        | Spacewatch          | —         | MPC                           |
| 134280          | 2006 BR269 | 28 jan 2006 | Anderson Mesa    | LONEOS              | —         | MPC                           |
| 134281          | 2006 CM8   | 1 fev 2006  | Mount Lemmon     | Mount Lemmon Survey | —         | MPC                           |
| 134282          | 2006 CU20  | 1 fev 2006  | Catalina         | CSS                 | —         | MPC                           |
| 134283          | 2006 CV40  | 2 fev 2006  | Mount Lemmon     | Mount Lemmon Survey | —         | MPC                           |
| 134284          | 2006 CC42  | 2 fev 2006  | Kitt Peak        | Spacewatch          | —         | MPC                           |
| 134285          | 2006 CU43  | 2 fev 2006  | Mount Lemmon     | Mount Lemmon Survey | —         | MPC                           |
| 134286          | 2006 CX48  | 3 fev 2006  | Kitt Peak        | Spacewatch          | —         | MPC                           |
| 134287          | 2006 CG60  | 1 fev 2006  | Catalina         | CSS                 | —         | MPC                           |
| 134288          | 2006 CL62  | 10 fev 2006 | Catalina         | CSS                 | —         | MPC                           |
| 134289          | 2006 CN62  | 12 fev 2006 | Palomar          | NEAT                | —         | MPC                           |
| 134290          | 2006 DX2   | 20 fev 2006 | Catalina         | CSS                 | —         | MPC                           |
| 134291          | 2006 DZ6   | 20 fev 2006 | Catalina         | CSS                 | —         | MPC                           |
| 134292          | 2006 DF8   | 20 fev 2006 | Mount Lemmon     | Mount Lemmon Survey | —         | MPC                           |
| 134293          | 2006 DX37  | 20 fev 2006 | Mount Lemmon     | Mount Lemmon Survey | —         | MPC                           |
| 134294          | 2006 DE40  | 22 fev 2006 | Palomar          | NEAT                | —         | MPC                           |
| 134295          | 2006 DB41  | 22 fev 2006 | Catalina         | CSS                 | —         | MPC                           |
| 134296          | 2006 DP46  | 20 fev 2006 | Catalina         | CSS                 | —         | MPC                           |
| 134297          | 2006 DE59  | 24 fev 2006 | Mount Lemmon     | Mount Lemmon Survey | —         | MPC                           |
| 134298          | 2006 DX68  | 26 fev 2006 | Catalina         | CSS                 | —         | MPC                           |
| 134299          | 2006 DW73  | 23 fev 2006 | Kitt Peak        | Spacewatch          | —         | MPC                           |
| 134300          | 2109 P-L   | 24 set 1960 | Palomar          | PLS                 | —         | MPC                           |

## 134301–134400
| Designação       | Designação | Descoberta  | Descoberta             | Descobridor(es)        | Categoria | Mais informações / Referência |
| Permanente       | Provisória | Data        | Local                  | Descobridor(es)        | Categoria | Mais informações / Referência |
| ---------------- | ---------- | ----------- | ---------------------- | ---------------------- | --------- | ----------------------------- |
| 134301           | 2141 P-L   | 24 set 1960 | Palomar                | PLS                    | —         | MPC                           |
| 134302           | 2634 P-L   | 24 set 1960 | Palomar                | PLS                    | —         | MPC                           |
| 134303           | 2701 P-L   | 24 set 1960 | Palomar                | PLS                    | —         | MPC                           |
| 134304           | 2716 P-L   | 24 set 1960 | Palomar                | PLS                    | —         | MPC                           |
| 134305           | 2738 P-L   | 24 set 1960 | Palomar                | PLS                    | —         | MPC                           |
| 134306           | 2807 P-L   | 24 set 1960 | Palomar                | PLS                    | —         | MPC                           |
| 134307           | 2849 P-L   | 24 set 1960 | Palomar                | PLS                    | Mitidika  | MPC                           |
| 134308           | 4183 P-L   | 24 set 1960 | Palomar                | PLS                    | —         | MPC                           |
| 134309           | 4552 P-L   | 24 set 1960 | Palomar                | PLS                    | Phocaea   | MPC                           |
| 134310           | 4698 P-L   | 24 set 1960 | Palomar                | PLS                    | —         | MPC                           |
| 134311           | 4704 P-L   | 24 set 1960 | Palomar                | PLS                    | —         | MPC                           |
| 134312           | 4797 P-L   | 24 set 1960 | Palomar                | PLS                    | —         | MPC                           |
| 134313           | 4816 P-L   | 24 set 1960 | Palomar                | PLS                    | Chloris   | MPC                           |
| 134314           | 6362 P-L   | 24 set 1960 | Palomar                | PLS                    | —         | MPC                           |
| 134315           | 7501 P-L   | 17 out 1960 | Palomar                | PLS                    | —         | MPC                           |
| 134316           | 9579 P-L   | 17 out 1960 | Palomar                | PLS                    | —         | MPC                           |
| 134317           | 4117 T-1   | 26 mar 1971 | Palomar                | PLS                    | —         | MPC                           |
| 134318           | 1141 T-2   | 29 set 1973 | Palomar                | PLS                    | —         | MPC                           |
| 134319           | 1205 T-2   | 29 set 1973 | Palomar                | PLS                    | —         | MPC                           |
| 134320           | 1292 T-2   | 29 set 1973 | Palomar                | PLS                    | —         | MPC                           |
| 134321           | 1316 T-2   | 29 set 1973 | Palomar                | PLS                    | Mitidika  | MPC                           |
| 134322           | 1471 T-2   | 29 set 1973 | Palomar                | PLS                    | —         | MPC                           |
| 134323           | 1564 T-2   | 24 set 1973 | Palomar                | PLS                    | —         | MPC                           |
| 134324           | 1619 T-2   | 24 set 1973 | Palomar                | PLS                    | —         | MPC                           |
| 134325           | 4492 T-2   | 30 set 1973 | Palomar                | PLS                    | —         | MPC                           |
| 134326           | 2251 T-3   | 16 out 1977 | Palomar                | PLS                    | Phocaea   | MPC                           |
| 134327           | 2304 T-3   | 16 out 1977 | Palomar                | PLS                    | —         | MPC                           |
| 134328           | 2371 T-3   | 16 out 1977 | Palomar                | PLS                    | —         | MPC                           |
| 134329 Cycnos    | 2377 T-3   | 16 out 1977 | Palomar                | PLS                    | —         | MPC                           |
| 134330           | 3055 T-3   | 16 out 1977 | Palomar                | PLS                    | —         | MPC                           |
| 134331           | 3139 T-3   | 16 out 1977 | Palomar                | PLS                    | —         | MPC                           |
| 134332           | 3323 T-3   | 16 out 1977 | Palomar                | PLS                    | —         | MPC                           |
| 134333           | 3345 T-3   | 16 out 1977 | Palomar                | PLS                    | Mitidika  | MPC                           |
| 134334           | 3391 T-3   | 16 out 1977 | Palomar                | PLS                    | —         | MPC                           |
| 134335           | 4112 T-3   | 16 out 1977 | Palomar                | PLS                    | —         | MPC                           |
| 134336           | 4592 T-3   | 16 out 1977 | Palomar                | PLS                    | —         | MPC                           |
| 134337           | 4680 T-3   | 17 out 1977 | Palomar                | PLS                    | —         | MPC                           |
| 134338           | 5080 T-3   | 16 out 1977 | Palomar                | PLS                    | —         | MPC                           |
| 134339           | 5628 T-3   | 16 out 1977 | Palomar                | PLS                    | —         | MPC                           |
| 134340 Pluto     | —          | 23 jan 1930 | Flagstaff              | C. W. Tombaugh         | —         | MPC                           |
| 134341           | 1979 MA    | 25 jun 1979 | Siding Spring          | E. F. Helin, S. J. Bus | —         | MPC                           |
| 134342           | 1979 MV3   | 25 jun 1979 | Siding Spring          | E. F. Helin, S. J. Bus | —         | MPC                           |
| 134343           | 1981 EO5   | 2 mar 1981  | Siding Spring          | S. J. Bus              | —         | MPC                           |
| 134344           | 1989 SG9   | 24 set 1989 | La Silla               | H. Debehogne           | —         | MPC                           |
| 134345           | 1990 UN5   | 16 out 1990 | La Silla               | E. W. Elst             | —         | MPC                           |
| 134346 Pinatubo  | 1991 PT2   | 2 ago 1991  | La Silla               | E. W. Elst             | —         | MPC                           |
| 134347           | 1992 RV3   | 2 set 1992  | La Silla               | E. W. Elst             | —         | MPC                           |
| 134348 Klemperer | 1992 UX9   | 31 out 1992 | Tautenburg Observatory | F. Börngen             | —         | MPC                           |
| 134349           | 1993 FC19  | 17 mar 1993 | La Silla               | UESAC                  | —         | MPC                           |
| 134350           | 1993 FH33  | 19 mar 1993 | La Silla               | UESAC                  | —         | MPC                           |
| 134351           | 1993 RC8   | 15 set 1993 | La Silla               | E. W. Elst             | —         | MPC                           |
| 134352           | 1993 TS7   | 9 out 1993  | Kitt Peak              | Spacewatch             | —         | MPC                           |
| 134353           | 1993 TB30  | 9 out 1993  | La Silla               | E. W. Elst             | —         | MPC                           |
| 134354           | 1993 UM7   | 20 out 1993 | La Silla               | E. W. Elst             | —         | MPC                           |
| 134355           | 1994 JL7   | 5 mai 1994  | Kitt Peak              | Spacewatch             | —         | MPC                           |
| 134356           | 1994 PN6   | 10 ago 1994 | La Silla               | E. W. Elst             | —         | MPC                           |
| 134357           | 1994 PU9   | 10 ago 1994 | La Silla               | E. W. Elst             | —         | MPC                           |
| 134358           | 1994 PW10  | 10 ago 1994 | La Silla               | E. W. Elst             | —         | MPC                           |
| 134359           | 1994 PP27  | 12 ago 1994 | La Silla               | E. W. Elst             | —         | MPC                           |
| 134360           | 1994 PQ37  | 10 ago 1994 | La Silla               | E. W. Elst             | —         | MPC                           |
| 134361           | 1994 RF    | 4 set 1994  | Farra d'Isonzo         | Farra d'Isonzo         | —         | MPC                           |
| 134362           | 1994 TZ3   | 2 out 1994  | Kitt Peak              | Spacewatch             | —         | MPC                           |
| 134363           | 1994 VG3   | 7 nov 1994  | Kushiro                | S. Ueda, H. Kaneda     | —         | MPC                           |
| 134364           | 1995 DU4   | 21 fev 1995 | Kitt Peak              | Spacewatch             | —         | MPC                           |
| 134365           | 1995 GG2   | 2 abr 1995  | Kitt Peak              | Spacewatch             | —         | MPC                           |
| 134366           | 1995 LC    | 1 jun 1995  | Siding Spring          | R. H. McNaught         | Juno      | MPC                           |
| 134367           | 1995 OY7   | 25 jul 1995 | Kitt Peak              | Spacewatch             | Brangane  | MPC                           |
| 134368           | 1995 OA16  | 26 jul 1995 | Kitt Peak              | Spacewatch             | —         | MPC                           |
| 134369 Sahara    | 1995 QE    | 17 ago 1995 | Colleverde             | V. S. Casulli          | —         | MPC                           |
| 134370           | 1995 QA1   | 19 ago 1995 | Xinglong               | SCAP                   | —         | MPC                           |
| 134371           | 1995 RH    | 3 set 1995  | Siding Spring          | R. H. McNaught         | —         | MPC                           |
| 134372           | 1995 SB4   | 25 set 1995 | Catalina Station       | T. B. Spahr            | —         | MPC                           |
| 134373           | 1995 SO15  | 18 set 1995 | Kitt Peak              | Spacewatch             | Mitidika  | MPC                           |
| 134374           | 1995 ST15  | 18 set 1995 | Kitt Peak              | Spacewatch             | —         | MPC                           |
| 134375           | 1995 SP18  | 18 set 1995 | Kitt Peak              | Spacewatch             | Ursula    | MPC                           |
| 134376           | 1995 SN24  | 19 set 1995 | Kitt Peak              | Spacewatch             | —         | MPC                           |
| 134377           | 1995 SF40  | 25 set 1995 | Kitt Peak              | Spacewatch             | —         | MPC                           |
| 134378           | 1995 SX55  | 22 set 1995 | Kitt Peak              | Spacewatch             | —         | MPC                           |
| 134379           | 1995 UZ40  | 23 out 1995 | Kitt Peak              | Spacewatch             | —         | MPC                           |
| 134380           | 1995 YH4   | 28 dez 1995 | Siding Spring          | R. H. McNaught         | —         | MPC                           |
| 134381           | 1996 AF8   | 13 jan 1996 | Kitt Peak              | Spacewatch             | —         | MPC                           |
| 134382           | 1996 CX5   | 10 fev 1996 | Kitt Peak              | Spacewatch             | Phocaea   | MPC                           |
| 134383           | 1996 CF8   | 10 fev 1996 | Xinglong               | SCAP                   | —         | MPC                           |
| 134384           | 1996 FU7   | 19 mar 1996 | Kitt Peak              | Spacewatch             | —         | MPC                           |
| 134385           | 1996 RW3   | 13 set 1996 | Haleakalā              | NEAT                   | —         | MPC                           |
| 134386           | 1996 SR5   | 20 set 1996 | Kitt Peak              | Spacewatch             | —         | MPC                           |
| 134387           | 1996 TB16  | 4 out 1996  | Kitt Peak              | Spacewatch             | —         | MPC                           |
| 134388           | 1996 TF19  | 4 out 1996  | Kitt Peak              | Spacewatch             | —         | MPC                           |
| 134389           | 1996 VP2   | 10 nov 1996 | Sudbury                | D. di Cicco            | —         | MPC                           |
| 134390           | 1996 VP15  | 5 nov 1996  | Kitt Peak              | Spacewatch             | —         | MPC                           |
| 134391           | 1996 XW10  | 2 dez 1996  | Kitt Peak              | Spacewatch             | —         | MPC                           |
| 134392           | 1996 XD27  | 5 dez 1996  | Kitt Peak              | Spacewatch             | —         | MPC                           |
| 134393           | 1997 AU19  | 10 jan 1997 | Kitt Peak              | Spacewatch             | Ursula    | MPC                           |
| 134394           | 1997 BW3   | 31 jan 1997 | Kitt Peak              | Spacewatch             | —         | MPC                           |
| 134395           | 1997 GA8   | 2 abr 1997  | Socorro                | LINEAR                 | —         | MPC                           |
| 134396           | 1997 HM9   | 30 abr 1997 | Socorro                | LINEAR                 | —         | MPC                           |
| 134397           | 1997 JK11  | 3 mai 1997  | La Silla               | E. W. Elst             | —         | MPC                           |
| 134398           | 1997 JW15  | 3 mai 1997  | La Silla               | E. W. Elst             | —         | MPC                           |
| 134399           | 1997 LK1   | 1 jun 1997  | Kitt Peak              | Spacewatch             | —         | MPC                           |
| 134400           | 1997 LK17  | 8 jun 1997  | La Silla               | E. W. Elst             | —         | MPC                           |

## 134401–134500
| Designação             | Designação | Descoberta  | Descoberta          | Descobridor(es)     | Categoria | Mais informações / Referência |
| Permanente             | Provisória | Data        | Local               | Descobridor(es)     | Categoria | Mais informações / Referência |
| ---------------------- | ---------- | ----------- | ------------------- | ------------------- | --------- | ----------------------------- |
| 134401                 | 1997 MB10  | 30 jun 1997 | Kitt Peak           | Spacewatch          | —         | MPC                           |
| 134402 Ieshimatoshiaki | 1997 RG    | 1 set 1997  | Yatsuka             | H. Abe              | —         | MPC                           |
| 134403                 | 1997 SC    | 16 set 1997 | Modra               | A. Galád, A. Pravda | —         | MPC                           |
| 134404                 | 1997 UG8   | 29 out 1997 | Goodricke-Pigott    | R. A. Tucker        | —         | MPC                           |
| 134405                 | 1997 WA29  | 29 nov 1997 | Kitt Peak           | Spacewatch          | —         | MPC                           |
| 134406                 | 1998 BF    | 17 jan 1998 | Prescott            | P. G. Comba         | —         | MPC                           |
| 134407                 | 1998 BV9   | 22 jan 1998 | Kitt Peak           | Spacewatch          | —         | MPC                           |
| 134408                 | 1998 DA18  | 23 fev 1998 | Kitt Peak           | Spacewatch          | —         | MPC                           |
| 134409                 | 1998 FV    | 18 mar 1998 | Kitt Peak           | Spacewatch          | —         | MPC                           |
| 134410                 | 1998 FF8   | 20 mar 1998 | Kitt Peak           | Spacewatch          | Ursula    | MPC                           |
| 134411                 | 1998 FH8   | 20 mar 1998 | Kitt Peak           | Spacewatch          | Brangane  | MPC                           |
| 134412                 | 1998 FR29  | 20 mar 1998 | Socorro             | LINEAR              | —         | MPC                           |
| 134413                 | 1998 FU76  | 24 mar 1998 | Socorro             | LINEAR              | —         | MPC                           |
| 134414                 | 1998 HA26  | 20 abr 1998 | Kitt Peak           | Spacewatch          | —         | MPC                           |
| 134415                 | 1998 HZ33  | 20 abr 1998 | Socorro             | LINEAR              | —         | MPC                           |
| 134416                 | 1998 HP37  | 20 abr 1998 | Socorro             | LINEAR              | —         | MPC                           |
| 134417                 | 1998 HR60  | 21 abr 1998 | Socorro             | LINEAR              | —         | MPC                           |
| 134418                 | 1998 HP130 | 19 abr 1998 | Socorro             | LINEAR              | —         | MPC                           |
| 134419 Hippothous      | 1998 MV47  | 28 jun 1998 | La Silla            | E. W. Elst          | —         | MPC                           |
| 134420                 | 1998 OA15  | 26 jul 1998 | La Silla            | E. W. Elst          | —         | MPC                           |
| 134421                 | 1998 QT2   | 17 ago 1998 | Socorro             | LINEAR              | —         | MPC                           |
| 134422                 | 1998 QM3   | 17 ago 1998 | Socorro             | LINEAR              | Juno      | MPC                           |
| 134423                 | 1998 QT4   | 22 ago 1998 | Xinglong            | SCAP                | —         | MPC                           |
| 134424                 | 1998 QM43  | 17 ago 1998 | Socorro             | LINEAR              | —         | MPC                           |
| 134425                 | 1998 QJ68  | 24 ago 1998 | Socorro             | LINEAR              | —         | MPC                           |
| 134426                 | 1998 QQ105 | 25 ago 1998 | La Silla            | E. W. Elst          | —         | MPC                           |
| 134427                 | 1998 QM109 | 17 ago 1998 | Socorro             | LINEAR              | —         | MPC                           |
| 134428                 | 1998 RZ3   | 14 set 1998 | Socorro             | LINEAR              | —         | MPC                           |
| 134429                 | 1998 RT5   | 15 set 1998 | Anderson Mesa       | LONEOS              | Pallas    | MPC                           |
| 134430                 | 1998 RK30  | 14 set 1998 | Socorro             | LINEAR              | —         | MPC                           |
| 134431                 | 1998 RU34  | 14 set 1998 | Socorro             | LINEAR              | —         | MPC                           |
| 134432                 | 1998 RH47  | 14 set 1998 | Socorro             | LINEAR              | —         | MPC                           |
| 134433                 | 1998 RG48  | 14 set 1998 | Socorro             | LINEAR              | —         | MPC                           |
| 134434                 | 1998 RQ48  | 14 set 1998 | Socorro             | LINEAR              | —         | MPC                           |
| 134435                 | 1998 RK58  | 14 set 1998 | Socorro             | LINEAR              | —         | MPC                           |
| 134436                 | 1998 RH61  | 14 set 1998 | Socorro             | LINEAR              | —         | MPC                           |
| 134437                 | 1998 RR62  | 14 set 1998 | Socorro             | LINEAR              | —         | MPC                           |
| 134438                 | 1998 RV72  | 14 set 1998 | Socorro             | LINEAR              | —         | MPC                           |
| 134439                 | 1998 RW74  | 14 set 1998 | Socorro             | LINEAR              | —         | MPC                           |
| 134440                 | 1998 SE33  | 18 set 1998 | Socorro             | LINEAR              | Juno      | MPC                           |
| 134441                 | 1998 SK36  | 27 set 1998 | Ondřejov            | L. Kotková          | —         | MPC                           |
| 134442                 | 1998 SU50  | 26 set 1998 | Kitt Peak           | Spacewatch          | —         | MPC                           |
| 134443                 | 1998 SN56  | 16 set 1998 | Anderson Mesa       | LONEOS              | —         | MPC                           |
| 134444                 | 1998 SV75  | 29 set 1998 | Socorro             | LINEAR              | —         | MPC                           |
| 134445                 | 1998 SB80  | 26 set 1998 | Socorro             | LINEAR              | —         | MPC                           |
| 134446                 | 1998 SE80  | 26 set 1998 | Socorro             | LINEAR              | —         | MPC                           |
| 134447                 | 1998 SK80  | 26 set 1998 | Socorro             | LINEAR              | —         | MPC                           |
| 134448                 | 1998 SX80  | 26 set 1998 | Socorro             | LINEAR              | —         | MPC                           |
| 134449                 | 1998 SR81  | 26 set 1998 | Socorro             | LINEAR              | —         | MPC                           |
| 134450                 | 1998 SC86  | 26 set 1998 | Socorro             | LINEAR              | —         | MPC                           |
| 134451                 | 1998 SG98  | 26 set 1998 | Socorro             | LINEAR              | —         | MPC                           |
| 134452                 | 1998 SZ104 | 26 set 1998 | Socorro             | LINEAR              | —         | MPC                           |
| 134453                 | 1998 SU108 | 26 set 1998 | Socorro             | LINEAR              | —         | MPC                           |
| 134454                 | 1998 SG109 | 26 set 1998 | Socorro             | LINEAR              | —         | MPC                           |
| 134455                 | 1998 ST116 | 26 set 1998 | Socorro             | LINEAR              | —         | MPC                           |
| 134456                 | 1998 SH117 | 26 set 1998 | Socorro             | LINEAR              | —         | MPC                           |
| 134457                 | 1998 SK131 | 26 set 1998 | Socorro             | LINEAR              | —         | MPC                           |
| 134458                 | 1998 SQ131 | 26 set 1998 | Socorro             | LINEAR              | Phocaea   | MPC                           |
| 134459                 | 1998 SS131 | 26 set 1998 | Socorro             | LINEAR              | —         | MPC                           |
| 134460                 | 1998 SA132 | 26 set 1998 | Socorro             | LINEAR              | —         | MPC                           |
| 134461                 | 1998 SN139 | 26 set 1998 | Socorro             | LINEAR              | —         | MPC                           |
| 134462                 | 1998 ST163 | 18 set 1998 | La Silla            | E. W. Elst          | —         | MPC                           |
| 134463                 | 1998 SG169 | 22 set 1998 | Anderson Mesa       | LONEOS              | —         | MPC                           |
| 134464                 | 1998 TQ2   | 13 out 1998 | Caussols            | ODAS                | —         | MPC                           |
| 134465                 | 1998 TB13  | 13 out 1998 | Kitt Peak           | Spacewatch          | —         | MPC                           |
| 134466                 | 1998 TD19  | 14 out 1998 | Xinglong            | SCAP                | —         | MPC                           |
| 134467                 | 1998 UM7   | 22 out 1998 | Višnjan Observatory | K. Korlević         | —         | MPC                           |
| 134468                 | 1998 UX8   | 17 out 1998 | Xinglong            | SCAP                | —         | MPC                           |
| 134469                 | 1998 UD11  | 17 out 1998 | Kitt Peak           | Spacewatch          | —         | MPC                           |
| 134470                 | 1998 UU34  | 28 out 1998 | Socorro             | LINEAR              | —         | MPC                           |
| 134471                 | 1998 UW41  | 28 out 1998 | Socorro             | LINEAR              | —         | MPC                           |
| 134472                 | 1998 UX41  | 28 out 1998 | Socorro             | LINEAR              | —         | MPC                           |
| 134473                 | 1998 VA14  | 10 nov 1998 | Socorro             | LINEAR              | —         | MPC                           |
| 134474                 | 1998 VD37  | 10 nov 1998 | Socorro             | LINEAR              | —         | MPC                           |
| 134475                 | 1998 VC39  | 10 nov 1998 | Socorro             | LINEAR              | —         | MPC                           |
| 134476                 | 1998 VE49  | 11 nov 1998 | Socorro             | LINEAR              | —         | MPC                           |
| 134477                 | 1998 VF49  | 11 nov 1998 | Socorro             | LINEAR              | —         | MPC                           |
| 134478                 | 1998 VN51  | 13 nov 1998 | Socorro             | LINEAR              | Pallas    | MPC                           |
| 134479                 | 1998 VJ52  | 13 nov 1998 | Socorro             | LINEAR              | —         | MPC                           |
| 134480                 | 1998 VY52  | 14 nov 1998 | Socorro             | LINEAR              | —         | MPC                           |
| 134481                 | 1998 VJ54  | 14 nov 1998 | Socorro             | LINEAR              | —         | MPC                           |
| 134482                 | 1998 WX1   | 17 nov 1998 | Socorro             | LINEAR              | Juno      | MPC                           |
| 134483                 | 1998 WK2   | 19 nov 1998 | Cocoa               | I. P. Griffin       | —         | MPC                           |
| 134484                 | 1998 WO15  | 21 nov 1998 | Socorro             | LINEAR              | Phocaea   | MPC                           |
| 134485                 | 1998 WA21  | 18 nov 1998 | Socorro             | LINEAR              | —         | MPC                           |
| 134486                 | 1998 XP    | 10 dez 1998 | Kleť                | Kleť Obs.           | —         | MPC                           |
| 134487                 | 1998 XF4   | 8 dez 1998  | Kitt Peak           | Spacewatch          | —         | MPC                           |
| 134488                 | 1998 XJ22  | 11 dez 1998 | Kitt Peak           | Spacewatch          | —         | MPC                           |
| 134489                 | 1998 XR38  | 14 dez 1998 | Socorro             | LINEAR              | —         | MPC                           |
| 134490                 | 1998 XF40  | 14 dez 1998 | Socorro             | LINEAR              | —         | MPC                           |
| 134491                 | 1998 XK45  | 14 dez 1998 | Socorro             | LINEAR              | —         | MPC                           |
| 134492                 | 1998 XR53  | 14 dez 1998 | Socorro             | LINEAR              | —         | MPC                           |
| 134493                 | 1998 XR63  | 14 dez 1998 | Socorro             | LINEAR              | —         | MPC                           |
| 134494                 | 1998 XV67  | 14 dez 1998 | Socorro             | LINEAR              | —         | MPC                           |
| 134495                 | 1998 YT21  | 26 dez 1998 | Kitt Peak           | Spacewatch          | —         | MPC                           |
| 134496                 | 1999 AG17  | 11 jan 1999 | Kitt Peak           | Spacewatch          | —         | MPC                           |
| 134497                 | 1999 BQ1   | 16 jan 1999 | Višnjan Observatory | K. Korlević         | —         | MPC                           |
| 134498                 | 1999 BZ7   | 21 jan 1999 | Višnjan Observatory | K. Korlević         | —         | MPC                           |
| 134499                 | 1999 BE9   | 22 jan 1999 | Višnjan Observatory | K. Korlević         | —         | MPC                           |
| 134500                 | 1999 BK27  | 16 jan 1999 | Kitt Peak           | Spacewatch          | —         | MPC                           |

## 134501–134600
| Designação | Designação | Descoberta  | Descoberta          | Descobridor(es)                      | Categoria | Mais informações / Referência |
| Permanente | Provisória | Data        | Local               | Descobridor(es)                      | Categoria | Mais informações / Referência |
| ---------- | ---------- | ----------- | ------------------- | ------------------------------------ | --------- | ----------------------------- |
| 134501     | 1999 CK45  | 10 fev 1999 | Socorro             | LINEAR                               | —         | MPC                           |
| 134502     | 1999 CW81  | 12 fev 1999 | Socorro             | LINEAR                               | —         | MPC                           |
| 134503     | 1999 CO91  | 10 fev 1999 | Socorro             | LINEAR                               | —         | MPC                           |
| 134504     | 1999 CL95  | 10 fev 1999 | Socorro             | LINEAR                               | —         | MPC                           |
| 134505     | 1999 CG98  | 10 fev 1999 | Socorro             | LINEAR                               | —         | MPC                           |
| 134506     | 1999 CZ108 | 12 fev 1999 | Socorro             | LINEAR                               | —         | MPC                           |
| 134507     | 1999 CR142 | 10 fev 1999 | Kitt Peak           | Spacewatch                           | —         | MPC                           |
| 134508     | 1999 CA147 | 9 fev 1999  | Kitt Peak           | Spacewatch                           | —         | MPC                           |
| 134509     | 1999 FC8   | 20 mar 1999 | Socorro             | LINEAR                               | —         | MPC                           |
| 134510     | 1999 FT21  | 24 mar 1999 | Monte Agliale       | M. M. M. Santangelo                  | —         | MPC                           |
| 134511     | 1999 FK35  | 20 mar 1999 | Socorro             | LINEAR                               | —         | MPC                           |
| 134512     | 1999 GC58  | 7 abr 1999  | Socorro             | LINEAR                               | —         | MPC                           |
| 134513     | 1999 JN42  | 10 mai 1999 | Socorro             | LINEAR                               | —         | MPC                           |
| 134514     | 1999 JK123 | 13 mai 1999 | Socorro             | LINEAR                               | —         | MPC                           |
| 134515     | 1999 JL124 | 10 mai 1999 | Socorro             | LINEAR                               | —         | MPC                           |
| 134516     | 1999 KM10  | 18 mai 1999 | Socorro             | LINEAR                               | —         | MPC                           |
| 134517     | 1999 NN    | 7 jul 1999  | Reedy Creek         | J. Broughton                         | —         | MPC                           |
| 134518     | 1999 NA18  | 14 jul 1999 | Socorro             | LINEAR                               | —         | MPC                           |
| 134519     | 1999 NB21  | 14 jul 1999 | Socorro             | LINEAR                               | —         | MPC                           |
| 134520     | 1999 PK3   | 12 ago 1999 | Farpoint            | G. Hug                               | —         | MPC                           |
| 134521     | 1999 RU8   | 4 set 1999  | Kitt Peak           | Spacewatch                           | —         | MPC                           |
| 134522     | 1999 RD13  | 7 set 1999  | Socorro             | LINEAR                               | —         | MPC                           |
| 134523     | 1999 RR13  | 7 set 1999  | Socorro             | LINEAR                               | —         | MPC                           |
| 134524     | 1999 RH18  | 7 set 1999  | Socorro             | LINEAR                               | —         | MPC                           |
| 134525     | 1999 RW21  | 7 set 1999  | Socorro             | LINEAR                               | —         | MPC                           |
| 134526     | 1999 RX22  | 7 set 1999  | Socorro             | LINEAR                               | —         | MPC                           |
| 134527     | 1999 RY30  | 8 set 1999  | Socorro             | LINEAR                               | —         | MPC                           |
| 134528     | 1999 RQ38  | 12 set 1999 | Ondřejov            | P. Pravec, P. Kušnirák               | —         | MPC                           |
| 134529     | 1999 RD40  | 12 set 1999 | Catalina            | CSS                                  | —         | MPC                           |
| 134530     | 1999 RN52  | 7 set 1999  | Socorro             | LINEAR                               | —         | MPC                           |
| 134531     | 1999 RN54  | 7 set 1999  | Socorro             | LINEAR                               | —         | MPC                           |
| 134532     | 1999 RF55  | 7 set 1999  | Socorro             | LINEAR                               | —         | MPC                           |
| 134533     | 1999 RO64  | 7 set 1999  | Socorro             | LINEAR                               | —         | MPC                           |
| 134534     | 1999 RN69  | 7 set 1999  | Socorro             | LINEAR                               | —         | MPC                           |
| 134535     | 1999 RZ70  | 7 set 1999  | Socorro             | LINEAR                               | —         | MPC                           |
| 134536     | 1999 RD77  | 7 set 1999  | Socorro             | LINEAR                               | —         | MPC                           |
| 134537     | 1999 RD83  | 7 set 1999  | Socorro             | LINEAR                               | —         | MPC                           |
| 134538     | 1999 RQ84  | 7 set 1999  | Socorro             | LINEAR                               | —         | MPC                           |
| 134539     | 1999 RV89  | 7 set 1999  | Socorro             | LINEAR                               | —         | MPC                           |
| 134540     | 1999 RZ91  | 7 set 1999  | Socorro             | LINEAR                               | —         | MPC                           |
| 134541     | 1999 RD96  | 7 set 1999  | Socorro             | LINEAR                               | —         | MPC                           |
| 134542     | 1999 RZ101 | 8 set 1999  | Socorro             | LINEAR                               | —         | MPC                           |
| 134543     | 1999 RA119 | 9 set 1999  | Socorro             | LINEAR                               | —         | MPC                           |
| 134544     | 1999 RN124 | 9 set 1999  | Socorro             | LINEAR                               | —         | MPC                           |
| 134545     | 1999 RP124 | 9 set 1999  | Socorro             | LINEAR                               | —         | MPC                           |
| 134546     | 1999 RZ136 | 9 set 1999  | Socorro             | LINEAR                               | —         | MPC                           |
| 134547     | 1999 RL148 | 9 set 1999  | Socorro             | LINEAR                               | —         | MPC                           |
| 134548     | 1999 RY150 | 9 set 1999  | Socorro             | LINEAR                               | —         | MPC                           |
| 134549     | 1999 RN154 | 9 set 1999  | Socorro             | LINEAR                               | —         | MPC                           |
| 134550     | 1999 RF157 | 9 set 1999  | Socorro             | LINEAR                               | —         | MPC                           |
| 134551     | 1999 RQ162 | 9 set 1999  | Socorro             | LINEAR                               | —         | MPC                           |
| 134552     | 1999 RD165 | 9 set 1999  | Socorro             | LINEAR                               | —         | MPC                           |
| 134553     | 1999 RK165 | 9 set 1999  | Socorro             | LINEAR                               | —         | MPC                           |
| 134554     | 1999 RE169 | 9 set 1999  | Socorro             | LINEAR                               | —         | MPC                           |
| 134555     | 1999 RN169 | 9 set 1999  | Socorro             | LINEAR                               | —         | MPC                           |
| 134556     | 1999 RV169 | 9 set 1999  | Socorro             | LINEAR                               | —         | MPC                           |
| 134557     | 1999 RH172 | 9 set 1999  | Socorro             | LINEAR                               | —         | MPC                           |
| 134558     | 1999 RW173 | 9 set 1999  | Socorro             | LINEAR                               | —         | MPC                           |
| 134559     | 1999 RB174 | 9 set 1999  | Socorro             | LINEAR                               | —         | MPC                           |
| 134560     | 1999 RV174 | 9 set 1999  | Socorro             | LINEAR                               | —         | MPC                           |
| 134561     | 1999 RM175 | 9 set 1999  | Socorro             | LINEAR                               | —         | MPC                           |
| 134562     | 1999 RS177 | 9 set 1999  | Socorro             | LINEAR                               | Pallas    | MPC                           |
| 134563     | 1999 RA179 | 9 set 1999  | Socorro             | LINEAR                               | —         | MPC                           |
| 134564     | 1999 RG179 | 9 set 1999  | Socorro             | LINEAR                               | —         | MPC                           |
| 134565     | 1999 RK208 | 8 set 1999  | Socorro             | LINEAR                               | —         | MPC                           |
| 134566     | 1999 RY208 | 8 set 1999  | Socorro             | LINEAR                               | —         | MPC                           |
| 134567     | 1999 RZ212 | 9 set 1999  | Socorro             | LINEAR                               | —         | MPC                           |
| 134568     | 1999 RH215 | 7 set 1999  | Mauna Kea           | C. Trujillo, D. C. Jewitt, J. X. Luu | —         | MPC                           |
| 134569     | 1999 RH222 | 7 set 1999  | Anderson Mesa       | LONEOS                               | —         | MPC                           |
| 134570     | 1999 RM241 | 14 set 1999 | Catalina            | CSS                                  | —         | MPC                           |
| 134571     | 1999 RH246 | 7 set 1999  | Socorro             | LINEAR                               | —         | MPC                           |
| 134572     | 1999 RV248 | 7 set 1999  | Kitt Peak           | Spacewatch                           | —         | MPC                           |
| 134573     | 1999 SK3   | 22 set 1999 | Socorro             | LINEAR                               | —         | MPC                           |
| 134574     | 1999 SF14  | 29 set 1999 | Catalina            | CSS                                  | —         | MPC                           |
| 134575     | 1999 SL15  | 30 set 1999 | Catalina            | CSS                                  | —         | MPC                           |
| 134576     | 1999 SX15  | 30 set 1999 | Catalina            | CSS                                  | —         | MPC                           |
| 134577     | 1999 SY27  | 27 set 1999 | Socorro             | LINEAR                               | —         | MPC                           |
| 134578     | 1999 TN7   | 7 out 1999  | Višnjan Observatory | K. Korlević, M. Jurić                | —         | MPC                           |
| 134579     | 1999 TC14  | 13 out 1999 | Prescott            | P. G. Comba                          | —         | MPC                           |
| 134580     | 1999 TE19  | 11 out 1999 | Uccle               | T. Pauwels                           | —         | MPC                           |
| 134581     | 1999 TX28  | 4 out 1999  | Socorro             | LINEAR                               | —         | MPC                           |
| 134582     | 1999 TZ31  | 4 out 1999  | Socorro             | LINEAR                               | —         | MPC                           |
| 134583     | 1999 TA34  | 4 out 1999  | Socorro             | LINEAR                               | Mitidika  | MPC                           |
| 134584     | 1999 TU44  | 3 out 1999  | Kitt Peak           | Spacewatch                           | —         | MPC                           |
| 134585     | 1999 TN56  | 6 out 1999  | Kitt Peak           | Spacewatch                           | Mitidika  | MPC                           |
| 134586     | 1999 TA61  | 7 out 1999  | Kitt Peak           | Spacewatch                           | —         | MPC                           |
| 134587     | 1999 TZ62  | 7 out 1999  | Kitt Peak           | Spacewatch                           | —         | MPC                           |
| 134588     | 1999 TK64  | 8 out 1999  | Kitt Peak           | Spacewatch                           | —         | MPC                           |
| 134589     | 1999 TB94  | 2 out 1999  | Socorro             | LINEAR                               | —         | MPC                           |
| 134590     | 1999 TO96  | 2 out 1999  | Socorro             | LINEAR                               | —         | MPC                           |
| 134591     | 1999 TJ104 | 3 out 1999  | Socorro             | LINEAR                               | —         | MPC                           |
| 134592     | 1999 TK111 | 4 out 1999  | Socorro             | LINEAR                               | —         | MPC                           |
| 134593     | 1999 TR121 | 4 out 1999  | Socorro             | LINEAR                               | —         | MPC                           |
| 134594     | 1999 TZ121 | 4 out 1999  | Socorro             | LINEAR                               | —         | MPC                           |
| 134595     | 1999 TS123 | 4 out 1999  | Socorro             | LINEAR                               | —         | MPC                           |
| 134596     | 1999 TD125 | 4 out 1999  | Socorro             | LINEAR                               | —         | MPC                           |
| 134597     | 1999 TE128 | 4 out 1999  | Socorro             | LINEAR                               | —         | MPC                           |
| 134598     | 1999 TQ147 | 7 out 1999  | Socorro             | LINEAR                               | —         | MPC                           |
| 134599     | 1999 TF148 | 7 out 1999  | Socorro             | LINEAR                               | —         | MPC                           |
| 134600     | 1999 TO149 | 7 out 1999  | Socorro             | LINEAR                               | —         | MPC                           |

## 134601–134700
| Designação | Designação | Descoberta  | Descoberta          | Descobridor(es)        | Categoria | Mais informações / Referência |
| Permanente | Provisória | Data        | Local               | Descobridor(es)        | Categoria | Mais informações / Referência |
| ---------- | ---------- | ----------- | ------------------- | ---------------------- | --------- | ----------------------------- |
| 134601     | 1999 TM151 | 7 out 1999  | Socorro             | LINEAR                 | —         | MPC                           |
| 134602     | 1999 TX151 | 7 out 1999  | Socorro             | LINEAR                 | —         | MPC                           |
| 134603     | 1999 TJ171 | 10 out 1999 | Socorro             | LINEAR                 | Mitidika  | MPC                           |
| 134604     | 1999 TN174 | 10 out 1999 | Socorro             | LINEAR                 | —         | MPC                           |
| 134605     | 1999 TF177 | 10 out 1999 | Socorro             | LINEAR                 | —         | MPC                           |
| 134606     | 1999 TH191 | 12 out 1999 | Socorro             | LINEAR                 | —         | MPC                           |
| 134607     | 1999 TK197 | 12 out 1999 | Socorro             | LINEAR                 | —         | MPC                           |
| 134608     | 1999 TS200 | 13 out 1999 | Socorro             | LINEAR                 | —         | MPC                           |
| 134609     | 1999 TO213 | 15 out 1999 | Socorro             | LINEAR                 | —         | MPC                           |
| 134610     | 1999 TE215 | 15 out 1999 | Socorro             | LINEAR                 | —         | MPC                           |
| 134611     | 1999 TN217 | 15 out 1999 | Socorro             | LINEAR                 | —         | MPC                           |
| 134612     | 1999 TO218 | 15 out 1999 | Socorro             | LINEAR                 | —         | MPC                           |
| 134613     | 1999 TT220 | 1 out 1999  | Catalina            | CSS                    | —         | MPC                           |
| 134614     | 1999 TB232 | 5 out 1999  | Catalina            | CSS                    | —         | MPC                           |
| 134615     | 1999 TC232 | 5 out 1999  | Catalina            | CSS                    | —         | MPC                           |
| 134616     | 1999 TP235 | 3 out 1999  | Catalina            | CSS                    | —         | MPC                           |
| 134617     | 1999 TZ242 | 4 out 1999  | Anderson Mesa       | LONEOS                 | —         | MPC                           |
| 134618     | 1999 TJ259 | 9 out 1999  | Socorro             | LINEAR                 | —         | MPC                           |
| 134619     | 1999 TA260 | 9 out 1999  | Socorro             | LINEAR                 | —         | MPC                           |
| 134620     | 1999 TC265 | 3 out 1999  | Socorro             | LINEAR                 | Juno      | MPC                           |
| 134621     | 1999 TC271 | 3 out 1999  | Socorro             | LINEAR                 | —         | MPC                           |
| 134622     | 1999 TT271 | 3 out 1999  | Socorro             | LINEAR                 | —         | MPC                           |
| 134623     | 1999 TM272 | 3 out 1999  | Socorro             | LINEAR                 | —         | MPC                           |
| 134624     | 1999 TZ272 | 3 out 1999  | Socorro             | LINEAR                 | —         | MPC                           |
| 134625     | 1999 TM273 | 5 out 1999  | Socorro             | LINEAR                 | —         | MPC                           |
| 134626     | 1999 TM274 | 6 out 1999  | Socorro             | LINEAR                 | —         | MPC                           |
| 134627     | 1999 TA281 | 8 out 1999  | Socorro             | LINEAR                 | —         | MPC                           |
| 134628     | 1999 TR283 | 9 out 1999  | Socorro             | LINEAR                 | —         | MPC                           |
| 134629     | 1999 TK286 | 10 out 1999 | Socorro             | LINEAR                 | —         | MPC                           |
| 134630     | 1999 TC315 | 9 out 1999  | Catalina            | CSS                    | —         | MPC                           |
| 134631     | 1999 TX322 | 2 out 1999  | Anderson Mesa       | LONEOS                 | —         | MPC                           |
| 134632     | 1999 UG7   | 30 out 1999 | Socorro             | LINEAR                 | —         | MPC                           |
| 134633     | 1999 UG8   | 29 out 1999 | Catalina            | CSS                    | —         | MPC                           |
| 134634     | 1999 UH12  | 31 out 1999 | Kitt Peak           | Spacewatch             | Mitidika  | MPC                           |
| 134635     | 1999 UY15  | 29 out 1999 | Catalina            | CSS                    | —         | MPC                           |
| 134636     | 1999 UB20  | 31 out 1999 | Kitt Peak           | Spacewatch             | —         | MPC                           |
| 134637     | 1999 UD24  | 28 out 1999 | Catalina            | CSS                    | —         | MPC                           |
| 134638     | 1999 UD37  | 16 out 1999 | Kitt Peak           | Spacewatch             | Eos       | MPC                           |
| 134639     | 1999 UH38  | 17 out 1999 | Anderson Mesa       | LONEOS                 | —         | MPC                           |
| 134640     | 1999 UV42  | 28 out 1999 | Catalina            | CSS                    | —         | MPC                           |
| 134641     | 1999 UA43  | 28 out 1999 | Catalina            | CSS                    | —         | MPC                           |
| 134642     | 1999 UV44  | 30 out 1999 | Catalina            | CSS                    | Pallas    | MPC                           |
| 134643     | 1999 UU47  | 30 out 1999 | Catalina            | CSS                    | —         | MPC                           |
| 134644     | 1999 VV4   | 5 nov 1999  | Višnjan Observatory | K. Korlević            | —         | MPC                           |
| 134645     | 1999 VZ4   | 5 nov 1999  | Višnjan Observatory | K. Korlević            | —         | MPC                           |
| 134646     | 1999 VN7   | 7 nov 1999  | Višnjan Observatory | K. Korlević            | —         | MPC                           |
| 134647     | 1999 VM9   | 8 nov 1999  | Višnjan Observatory | K. Korlević            | —         | MPC                           |
| 134648     | 1999 VN22  | 13 nov 1999 | Fountain Hills      | C. W. Juels            | —         | MPC                           |
| 134649     | 1999 VR28  | 3 nov 1999  | Socorro             | LINEAR                 | —         | MPC                           |
| 134650     | 1999 VS29  | 3 nov 1999  | Socorro             | LINEAR                 | —         | MPC                           |
| 134651     | 1999 VQ37  | 3 nov 1999  | Socorro             | LINEAR                 | —         | MPC                           |
| 134652     | 1999 VT37  | 3 nov 1999  | Socorro             | LINEAR                 | Juno      | MPC                           |
| 134653     | 1999 VJ38  | 10 nov 1999 | Socorro             | LINEAR                 | —         | MPC                           |
| 134654     | 1999 VK40  | 13 nov 1999 | Uenohara            | N. Kawasato            | —         | MPC                           |
| 134655     | 1999 VR51  | 3 nov 1999  | Socorro             | LINEAR                 | —         | MPC                           |
| 134656     | 1999 VV68  | 4 nov 1999  | Socorro             | LINEAR                 | —         | MPC                           |
| 134657     | 1999 VG79  | 4 nov 1999  | Socorro             | LINEAR                 | —         | MPC                           |
| 134658     | 1999 VS85  | 4 nov 1999  | Socorro             | LINEAR                 | —         | MPC                           |
| 134659     | 1999 VX88  | 4 nov 1999  | Socorro             | LINEAR                 | —         | MPC                           |
| 134660     | 1999 VR112 | 9 nov 1999  | Socorro             | LINEAR                 | Mitidika  | MPC                           |
| 134661     | 1999 VT112 | 9 nov 1999  | Socorro             | LINEAR                 | —         | MPC                           |
| 134662     | 1999 VQ128 | 9 nov 1999  | Kitt Peak           | Spacewatch             | —         | MPC                           |
| 134663     | 1999 VM135 | 13 nov 1999 | Anderson Mesa       | LONEOS                 | —         | MPC                           |
| 134664     | 1999 VE144 | 11 nov 1999 | Catalina            | CSS                    | —         | MPC                           |
| 134665     | 1999 VR148 | 14 nov 1999 | Socorro             | LINEAR                 | —         | MPC                           |
| 134666     | 1999 VM156 | 12 nov 1999 | Socorro             | LINEAR                 | —         | MPC                           |
| 134667     | 1999 VQ164 | 14 nov 1999 | Socorro             | LINEAR                 | —         | MPC                           |
| 134668     | 1999 VX169 | 14 nov 1999 | Socorro             | LINEAR                 | —         | MPC                           |
| 134669     | 1999 VC186 | 15 nov 1999 | Socorro             | LINEAR                 | Mitidika  | MPC                           |
| 134670     | 1999 VF189 | 15 nov 1999 | Socorro             | LINEAR                 | —         | MPC                           |
| 134671     | 1999 VF193 | 1 nov 1999  | Catalina            | CSS                    | —         | MPC                           |
| 134672     | 1999 VE205 | 11 nov 1999 | Catalina            | CSS                    | —         | MPC                           |
| 134673     | 1999 VM211 | 14 nov 1999 | Uccle               | E. W. Elst             | —         | MPC                           |
| 134674     | 1999 VO225 | 5 nov 1999  | Socorro             | LINEAR                 | —         | MPC                           |
| 134675     | 1999 WR6   | 28 nov 1999 | Višnjan Observatory | K. Korlević            | —         | MPC                           |
| 134676     | 1999 WN11  | 29 nov 1999 | Nachi-Katsuura      | H. Shiozawa, T. Urata  | —         | MPC                           |
| 134677     | 1999 WD14  | 28 nov 1999 | Kitt Peak           | Spacewatch             | —         | MPC                           |
| 134678     | 1999 WZ16  | 30 nov 1999 | Kitt Peak           | Spacewatch             | —         | MPC                           |
| 134679     | 1999 XX4   | 4 dez 1999  | Catalina            | CSS                    | —         | MPC                           |
| 134680     | 1999 XX24  | 6 dez 1999  | Socorro             | LINEAR                 | —         | MPC                           |
| 134681     | 1999 XC25  | 6 dez 1999  | Socorro             | LINEAR                 | —         | MPC                           |
| 134682     | 1999 XM27  | 6 dez 1999  | Socorro             | LINEAR                 | —         | MPC                           |
| 134683     | 1999 XO28  | 6 dez 1999  | Socorro             | LINEAR                 | —         | MPC                           |
| 134684     | 1999 XM32  | 6 dez 1999  | Socorro             | LINEAR                 | —         | MPC                           |
| 134685     | 1999 XJ43  | 7 dez 1999  | Socorro             | LINEAR                 | —         | MPC                           |
| 134686     | 1999 XP50  | 7 dez 1999  | Socorro             | LINEAR                 | —         | MPC                           |
| 134687     | 1999 XL56  | 7 dez 1999  | Socorro             | LINEAR                 | Mitidika  | MPC                           |
| 134688     | 1999 XS58  | 7 dez 1999  | Socorro             | LINEAR                 | —         | MPC                           |
| 134689     | 1999 XO61  | 7 dez 1999  | Socorro             | LINEAR                 | —         | MPC                           |
| 134690     | 1999 XP61  | 7 dez 1999  | Socorro             | LINEAR                 | Juno      | MPC                           |
| 134691     | 1999 XR61  | 7 dez 1999  | Socorro             | LINEAR                 | —         | MPC                           |
| 134692     | 1999 XV66  | 7 dez 1999  | Socorro             | LINEAR                 | —         | MPC                           |
| 134693     | 1999 XP67  | 7 dez 1999  | Socorro             | LINEAR                 | —         | MPC                           |
| 134694     | 1999 XX72  | 7 dez 1999  | Socorro             | LINEAR                 | —         | MPC                           |
| 134695     | 1999 XR82  | 7 dez 1999  | Socorro             | LINEAR                 | —         | MPC                           |
| 134696     | 1999 XZ96  | 7 dez 1999  | Socorro             | LINEAR                 | —         | MPC                           |
| 134697     | 1999 XG105 | 8 dez 1999  | Ondřejov            | P. Kušnirák, P. Pravec | —         | MPC                           |
| 134698     | 1999 XY115 | 5 dez 1999  | Catalina            | CSS                    | —         | MPC                           |
| 134699     | 1999 XX118 | 5 dez 1999  | Catalina            | CSS                    | —         | MPC                           |
| 134700     | 1999 XB120 | 5 dez 1999  | Catalina            | CSS                    | —         | MPC                           |

## 134701–134800
| Designação | Designação | Descoberta  | Descoberta    | Descobridor(es) | Categoria | Mais informações / Referência |
| Permanente | Provisória | Data        | Local         | Descobridor(es) | Categoria | Mais informações / Referência |
| ---------- | ---------- | ----------- | ------------- | --------------- | --------- | ----------------------------- |
| 134701     | 1999 XT122 | 7 dez 1999  | Catalina      | CSS             | —         | MPC                           |
| 134702     | 1999 XQ125 | 7 dez 1999  | Catalina      | CSS             | —         | MPC                           |
| 134703     | 1999 XM137 | 2 dez 1999  | Anderson Mesa | LONEOS          | —         | MPC                           |
| 134704     | 1999 XS156 | 8 dez 1999  | Socorro       | LINEAR          | —         | MPC                           |
| 134705     | 1999 XA186 | 12 dez 1999 | Socorro       | LINEAR          | —         | MPC                           |
| 134706     | 1999 XK202 | 12 dez 1999 | Socorro       | LINEAR          | Phocaea   | MPC                           |
| 134707     | 1999 XD212 | 13 dez 1999 | Socorro       | LINEAR          | —         | MPC                           |
| 134708     | 1999 XR215 | 14 dez 1999 | Socorro       | LINEAR          | —         | MPC                           |
| 134709     | 1999 XT228 | 14 dez 1999 | Kitt Peak     | Spacewatch      | —         | MPC                           |
| 134710     | 1999 XR230 | 7 dez 1999  | Anderson Mesa | LONEOS          | —         | MPC                           |
| 134711     | 1999 XV241 | 13 dez 1999 | Anderson Mesa | LONEOS          | —         | MPC                           |
| 134712     | 1999 XZ248 | 6 dez 1999  | Socorro       | LINEAR          | —         | MPC                           |
| 134713     | 1999 XC251 | 5 dez 1999  | Kitt Peak     | Spacewatch      | —         | MPC                           |
| 134714     | 1999 XJ254 | 12 dez 1999 | Kitt Peak     | Spacewatch      | —         | MPC                           |
| 134715     | 1999 YJ14  | 31 dez 1999 | Kitt Peak     | Spacewatch      | —         | MPC                           |
| 134716     | 1999 YL16  | 31 dez 1999 | Kitt Peak     | Spacewatch      | —         | MPC                           |
| 134717     | 2000 AO1   | 2 jan 2000  | Socorro       | LINEAR          | —         | MPC                           |
| 134718     | 2000 AP12  | 3 jan 2000  | Socorro       | LINEAR          | —         | MPC                           |
| 134719     | 2000 AF14  | 3 jan 2000  | Socorro       | LINEAR          | —         | MPC                           |
| 134720     | 2000 AX29  | 3 jan 2000  | Socorro       | LINEAR          | Vesta     | MPC                           |
| 134721     | 2000 AE32  | 3 jan 2000  | Socorro       | LINEAR          | —         | MPC                           |
| 134722     | 2000 AL37  | 3 jan 2000  | Socorro       | LINEAR          | —         | MPC                           |
| 134723     | 2000 AV38  | 3 jan 2000  | Socorro       | LINEAR          | —         | MPC                           |
| 134724     | 2000 AE40  | 3 jan 2000  | Socorro       | LINEAR          | —         | MPC                           |
| 134725     | 2000 AX52  | 4 jan 2000  | Socorro       | LINEAR          | —         | MPC                           |
| 134726     | 2000 AJ67  | 4 jan 2000  | Socorro       | LINEAR          | —         | MPC                           |
| 134727     | 2000 AR68  | 5 jan 2000  | Socorro       | LINEAR          | —         | MPC                           |
| 134728     | 2000 AN77  | 5 jan 2000  | Socorro       | LINEAR          | —         | MPC                           |
| 134729     | 2000 AP92  | 2 jan 2000  | Socorro       | LINEAR          | —         | MPC                           |
| 134730     | 2000 AX97  | 4 jan 2000  | Socorro       | LINEAR          | —         | MPC                           |
| 134731     | 2000 AU101 | 5 jan 2000  | Socorro       | LINEAR          | —         | MPC                           |
| 134732     | 2000 AW122 | 5 jan 2000  | Socorro       | LINEAR          | —         | MPC                           |
| 134733     | 2000 AA130 | 5 jan 2000  | Socorro       | LINEAR          | Eos       | MPC                           |
| 134734     | 2000 AQ130 | 5 jan 2000  | Socorro       | LINEAR          | —         | MPC                           |
| 134735     | 2000 AV144 | 5 jan 2000  | Socorro       | LINEAR          | Phocaea   | MPC                           |
| 134736     | 2000 AS151 | 8 jan 2000  | Socorro       | LINEAR          | —         | MPC                           |
| 134737     | 2000 AO155 | 3 jan 2000  | Socorro       | LINEAR          | —         | MPC                           |
| 134738     | 2000 AM168 | 13 jan 2000 | Kleť          | Kleť Obs.       | —         | MPC                           |
| 134739     | 2000 AZ171 | 7 jan 2000  | Socorro       | LINEAR          | —         | MPC                           |
| 134740     | 2000 AX187 | 8 jan 2000  | Socorro       | LINEAR          | —         | MPC                           |
| 134741     | 2000 AM195 | 8 jan 2000  | Socorro       | LINEAR          | Pallas    | MPC                           |
| 134742     | 2000 AK204 | 14 jan 2000 | Kleť          | Kleť Obs.       | —         | MPC                           |
| 134743     | 2000 AY230 | 4 jan 2000  | Anderson Mesa | LONEOS          | —         | MPC                           |
| 134744     | 2000 AM232 | 4 jan 2000  | Socorro       | LINEAR          | —         | MPC                           |
| 134745     | 2000 AW247 | 2 jan 2000  | Socorro       | LINEAR          | —         | MPC                           |
| 134746     | 2000 BO6   | 29 jan 2000 | Socorro       | LINEAR          | —         | MPC                           |
| 134747     | 2000 BR10  | 28 jan 2000 | Kitt Peak     | Spacewatch      | —         | MPC                           |
| 134748     | 2000 BF14  | 28 jan 2000 | Uenohara      | N. Kawasato     | —         | MPC                           |
| 134749     | 2000 BT24  | 29 jan 2000 | Socorro       | LINEAR          | Vesta     | MPC                           |
| 134750     | 2000 BE26  | 30 jan 2000 | Socorro       | LINEAR          | —         | MPC                           |
| 134751     | 2000 BJ34  | 30 jan 2000 | Catalina      | CSS             | —         | MPC                           |
| 134752     | 2000 BQ35  | 30 jan 2000 | Kitt Peak     | Spacewatch      | —         | MPC                           |
| 134753     | 2000 CY1   | 3 fev 2000  | Farpoint      | Farpoint Obs.   | —         | MPC                           |
| 134754     | 2000 CP7   | 2 fev 2000  | Socorro       | LINEAR          | Eos       | MPC                           |
| 134755     | 2000 CZ9   | 2 fev 2000  | Socorro       | LINEAR          | —         | MPC                           |
| 134756     | 2000 CP11  | 2 fev 2000  | Socorro       | LINEAR          | —         | MPC                           |
| 134757     | 2000 CM27  | 2 fev 2000  | Socorro       | LINEAR          | —         | MPC                           |
| 134758     | 2000 CZ29  | 2 fev 2000  | Socorro       | LINEAR          | —         | MPC                           |
| 134759     | 2000 CJ33  | 1 fev 2000  | Catalina      | CSS             | —         | MPC                           |
| 134760     | 2000 CT60  | 2 fev 2000  | Socorro       | LINEAR          | —         | MPC                           |
| 134761     | 2000 CN77  | 8 fev 2000  | Prescott      | P. G. Comba     | —         | MPC                           |
| 134762     | 2000 CU87  | 4 fev 2000  | Socorro       | LINEAR          | —         | MPC                           |
| 134763     | 2000 CY89  | 5 fev 2000  | Socorro       | LINEAR          | —         | MPC                           |
| 134764     | 2000 CJ91  | 6 fev 2000  | Socorro       | LINEAR          | —         | MPC                           |
| 134765     | 2000 CX93  | 8 fev 2000  | Socorro       | LINEAR          | —         | MPC                           |
| 134766     | 2000 CY102 | 5 fev 2000  | Socorro       | LINEAR          | —         | MPC                           |
| 134767     | 2000 CS113 | 11 fev 2000 | Socorro       | LINEAR          | Vesta     | MPC                           |
| 134768     | 2000 CC125 | 3 fev 2000  | Socorro       | LINEAR          | —         | MPC                           |
| 134769     | 2000 DB1   | 25 fev 2000 | Socorro       | LINEAR          | Juno      | MPC                           |
| 134770     | 2000 DP10  | 26 fev 2000 | Kitt Peak     | Spacewatch      | —         | MPC                           |
| 134771     | 2000 DA20  | 29 fev 2000 | Socorro       | LINEAR          | —         | MPC                           |
| 134772     | 2000 DY25  | 29 fev 2000 | Socorro       | LINEAR          | —         | MPC                           |
| 134773     | 2000 DS27  | 29 fev 2000 | Socorro       | LINEAR          | —         | MPC                           |
| 134774     | 2000 DA30  | 29 fev 2000 | Socorro       | LINEAR          | —         | MPC                           |
| 134775     | 2000 DT34  | 29 fev 2000 | Socorro       | LINEAR          | —         | MPC                           |
| 134776     | 2000 DN52  | 29 fev 2000 | Socorro       | LINEAR          | —         | MPC                           |
| 134777     | 2000 DB64  | 29 fev 2000 | Socorro       | LINEAR          | —         | MPC                           |
| 134778     | 2000 DW67  | 29 fev 2000 | Socorro       | LINEAR          | —         | MPC                           |
| 134779     | 2000 DZ69  | 29 fev 2000 | Socorro       | LINEAR          | —         | MPC                           |
| 134780     | 2000 DL72  | 29 fev 2000 | Socorro       | LINEAR          | —         | MPC                           |
| 134781     | 2000 DB77  | 29 fev 2000 | Socorro       | LINEAR          | Phocaea   | MPC                           |
| 134782     | 2000 DR78  | 29 fev 2000 | Socorro       | LINEAR          | —         | MPC                           |
| 134783     | 2000 DZ90  | 27 fev 2000 | Kitt Peak     | Spacewatch      | —         | MPC                           |
| 134784     | 2000 DO93  | 28 fev 2000 | Socorro       | LINEAR          | —         | MPC                           |
| 134785     | 2000 DK107 | 29 fev 2000 | Socorro       | LINEAR          | —         | MPC                           |
| 134786     | 2000 DH109 | 29 fev 2000 | Socorro       | LINEAR          | —         | MPC                           |
| 134787     | 2000 DY111 | 29 fev 2000 | Socorro       | LINEAR          | —         | MPC                           |
| 134788     | 2000 DJ117 | 25 fev 2000 | Kitt Peak     | Spacewatch      | —         | MPC                           |
| 134789     | 2000 EC3   | 3 mar 2000  | Socorro       | LINEAR          | —         | MPC                           |
| 134790     | 2000 EH4   | 4 mar 2000  | Socorro       | LINEAR          | —         | MPC                           |
| 134791     | 2000 EQ7   | 3 mar 2000  | Kitt Peak     | Spacewatch      | —         | MPC                           |
| 134792     | 2000 EH13  | 5 mar 2000  | Socorro       | LINEAR          | —         | MPC                           |
| 134793     | 2000 EH15  | 5 mar 2000  | Gnosca        | S. Sposetti     | —         | MPC                           |
| 134794     | 2000 EW17  | 4 mar 2000  | Socorro       | LINEAR          | Phocaea   | MPC                           |
| 134795     | 2000 EV18  | 5 mar 2000  | Socorro       | LINEAR          | —         | MPC                           |
| 134796     | 2000 ER19  | 5 mar 2000  | Socorro       | LINEAR          | —         | MPC                           |
| 134797     | 2000 EE25  | 8 mar 2000  | Kitt Peak     | Spacewatch      | —         | MPC                           |
| 134798     | 2000 EN30  | 5 mar 2000  | Socorro       | LINEAR          | —         | MPC                           |
| 134799     | 2000 ES30  | 5 mar 2000  | Socorro       | LINEAR          | Phocaea   | MPC                           |
| 134800     | 2000 EJ31  | 5 mar 2000  | Socorro       | LINEAR          | —         | MPC                           |

## 134801–134900
| Designação | Designação | Descoberta  | Descoberta    | Descobridor(es)        | Categoria | Mais informações / Referência |
| Permanente | Provisória | Data        | Local         | Descobridor(es)        | Categoria | Mais informações / Referência |
| ---------- | ---------- | ----------- | ------------- | ---------------------- | --------- | ----------------------------- |
| 134801     | 2000 ES40  | 8 mar 2000  | Socorro       | LINEAR                 | —         | MPC                           |
| 134802     | 2000 EW87  | 8 mar 2000  | Socorro       | LINEAR                 | —         | MPC                           |
| 134803     | 2000 ER95  | 10 mar 2000 | Socorro       | LINEAR                 | —         | MPC                           |
| 134804     | 2000 EP98  | 9 mar 2000  | Kitt Peak     | Spacewatch             | —         | MPC                           |
| 134805     | 2000 EV114 | 10 mar 2000 | Kitt Peak     | Spacewatch             | —         | MPC                           |
| 134806     | 2000 EM162 | 3 mar 2000  | Socorro       | LINEAR                 | —         | MPC                           |
| 134807     | 2000 EJ164 | 3 mar 2000  | Socorro       | LINEAR                 | —         | MPC                           |
| 134808     | 2000 EO165 | 3 mar 2000  | Socorro       | LINEAR                 | Eos       | MPC                           |
| 134809     | 2000 EO169 | 4 mar 2000  | Socorro       | LINEAR                 | —         | MPC                           |
| 134810     | 2000 EB182 | 4 mar 2000  | Socorro       | LINEAR                 | Eos       | MPC                           |
| 134811     | 2000 EU185 | 1 mar 2000  | Kitt Peak     | Spacewatch             | —         | MPC                           |
| 134812     | 2000 EA192 | 3 mar 2000  | Socorro       | LINEAR                 | —         | MPC                           |
| 134813     | 2000 FB3   | 27 mar 2000 | Socorro       | LINEAR                 | Juno      | MPC                           |
| 134814     | 2000 FQ23  | 29 mar 2000 | Socorro       | LINEAR                 | —         | MPC                           |
| 134815     | 2000 FA30  | 27 mar 2000 | Anderson Mesa | LONEOS                 | Eos       | MPC                           |
| 134816     | 2000 GQ4   | 4 abr 2000  | Socorro       | LINEAR                 | —         | MPC                           |
| 134817     | 2000 GB11  | 5 abr 2000  | Socorro       | LINEAR                 | —         | MPC                           |
| 134818     | 2000 GH18  | 5 abr 2000  | Socorro       | LINEAR                 | —         | MPC                           |
| 134819     | 2000 GW20  | 5 abr 2000  | Socorro       | LINEAR                 | —         | MPC                           |
| 134820     | 2000 GE82  | 7 abr 2000  | Socorro       | LINEAR                 | Juno      | MPC                           |
| 134821     | 2000 GR107 | 7 abr 2000  | Socorro       | LINEAR                 | —         | MPC                           |
| 134822     | 2000 GK110 | 2 abr 2000  | Anderson Mesa | LONEOS                 | —         | MPC                           |
| 134823     | 2000 GR119 | 5 abr 2000  | Kitt Peak     | Spacewatch             | —         | MPC                           |
| 134824     | 2000 GT148 | 5 abr 2000  | Socorro       | LINEAR                 | —         | MPC                           |
| 134825     | 2000 GL153 | 6 abr 2000  | Anderson Mesa | LONEOS                 | —         | MPC                           |
| 134826     | 2000 HD2   | 25 abr 2000 | Kitt Peak     | Spacewatch             | —         | MPC                           |
| 134827     | 2000 HP5   | 24 abr 2000 | Kitt Peak     | Spacewatch             | —         | MPC                           |
| 134828     | 2000 HU40  | 28 abr 2000 | Socorro       | LINEAR                 | —         | MPC                           |
| 134829     | 2000 HV41  | 28 abr 2000 | Socorro       | LINEAR                 | —         | MPC                           |
| 134830     | 2000 HU55  | 24 abr 2000 | Anderson Mesa | LONEOS                 | —         | MPC                           |
| 134831     | 2000 HO60  | 25 abr 2000 | Anderson Mesa | LONEOS                 | —         | MPC                           |
| 134832     | 2000 HT61  | 25 abr 2000 | Anderson Mesa | LONEOS                 | —         | MPC                           |
| 134833     | 2000 HM68  | 28 abr 2000 | Kitt Peak     | Spacewatch             | —         | MPC                           |
| 134834     | 2000 HO73  | 27 abr 2000 | Anderson Mesa | LONEOS                 | Juno      | MPC                           |
| 134835     | 2000 HX76  | 27 abr 2000 | Socorro       | LINEAR                 | —         | MPC                           |
| 134836     | 2000 HB85  | 30 abr 2000 | Anderson Mesa | LONEOS                 | Juno      | MPC                           |
| 134837     | 2000 JF7   | 1 mai 2000  | Haleakalā     | NEAT                   | —         | MPC                           |
| 134838     | 2000 JF20  | 6 mai 2000  | Socorro       | LINEAR                 | —         | MPC                           |
| 134839     | 2000 JN25  | 7 mai 2000  | Socorro       | LINEAR                 | —         | MPC                           |
| 134840     | 2000 JT55  | 6 mai 2000  | Socorro       | LINEAR                 | —         | MPC                           |
| 134841     | 2000 JL57  | 6 mai 2000  | Socorro       | LINEAR                 | —         | MPC                           |
| 134842     | 2000 JJ65  | 5 mai 2000  | Socorro       | LINEAR                 | —         | MPC                           |
| 134843     | 2000 JG79  | 5 mai 2000  | Kitt Peak     | Spacewatch             | —         | MPC                           |
| 134844     | 2000 JX80  | 1 mai 2000  | Anderson Mesa | LONEOS                 | —         | MPC                           |
| 134845     | 2000 KO4   | 27 mai 2000 | Socorro       | LINEAR                 | Juno      | MPC                           |
| 134846     | 2000 KN13  | 28 mai 2000 | Socorro       | LINEAR                 | —         | MPC                           |
| 134847     | 2000 KF48  | 27 mai 2000 | Socorro       | LINEAR                 | —         | MPC                           |
| 134848     | 2000 KE54  | 27 mai 2000 | Anderson Mesa | LONEOS                 | —         | MPC                           |
| 134849     | 2000 KO65  | 27 mai 2000 | Anderson Mesa | LONEOS                 | Eunomia   | MPC                           |
| 134850     | 2000 KJ83  | 28 mai 2000 | Anderson Mesa | LONEOS                 | —         | MPC                           |
| 134851     | 2000 LG28  | 6 jun 2000  | Anderson Mesa | LONEOS                 | —         | MPC                           |
| 134852     | 2000 MM    | 24 jun 2000 | Haleakalā     | NEAT                   | —         | MPC                           |
| 134853     | 2000 NW10  | 7 jul 2000  | Anderson Mesa | LONEOS                 | —         | MPC                           |
| 134854     | 2000 OC18  | 23 jul 2000 | Socorro       | LINEAR                 | —         | MPC                           |
| 134855     | 2000 OK21  | 23 jul 2000 | Socorro       | LINEAR                 | —         | MPC                           |
| 134856     | 2000 OY26  | 23 jul 2000 | Socorro       | LINEAR                 | —         | MPC                           |
| 134857     | 2000 OD27  | 23 jul 2000 | Socorro       | LINEAR                 | —         | MPC                           |
| 134858     | 2000 OW54  | 29 jul 2000 | Anderson Mesa | LONEOS                 | —         | MPC                           |
| 134859     | 2000 OF60  | 29 jul 2000 | Anderson Mesa | LONEOS                 | —         | MPC                           |
| 134860     | 2000 OJ67  | 29 jul 2000 | Cerro Tololo  | M. W. Buie, S. D. Kern | —         | MPC                           |
| 134861     | 2000 OT68  | 29 jul 2000 | Anderson Mesa | LONEOS                 | —         | MPC                           |
| 134862     | 2000 PE2   | 1 ago 2000  | Socorro       | LINEAR                 | —         | MPC                           |
| 134863     | 2000 PX5   | 2 ago 2000  | Socorro       | LINEAR                 | —         | MPC                           |
| 134864     | 2000 PA15  | 1 ago 2000  | Socorro       | LINEAR                 | Brangane  | MPC                           |
| 134865     | 2000 QO5   | 24 ago 2000 | Socorro       | LINEAR                 | —         | MPC                           |
| 134866     | 2000 QG16  | 24 ago 2000 | Socorro       | LINEAR                 | —         | MPC                           |
| 134867     | 2000 QA18  | 24 ago 2000 | Socorro       | LINEAR                 | —         | MPC                           |
| 134868     | 2000 QE21  | 24 ago 2000 | Socorro       | LINEAR                 | —         | MPC                           |
| 134869     | 2000 QZ23  | 25 ago 2000 | Socorro       | LINEAR                 | —         | MPC                           |
| 134870     | 2000 QQ82  | 24 ago 2000 | Socorro       | LINEAR                 | —         | MPC                           |
| 134871     | 2000 QT84  | 25 ago 2000 | Socorro       | LINEAR                 | Ursula    | MPC                           |
| 134872     | 2000 QV85  | 25 ago 2000 | Socorro       | LINEAR                 | —         | MPC                           |
| 134873     | 2000 QR89  | 25 ago 2000 | Socorro       | LINEAR                 | —         | MPC                           |
| 134874     | 2000 QA111 | 24 ago 2000 | Socorro       | LINEAR                 | —         | MPC                           |
| 134875     | 2000 QE112 | 24 ago 2000 | Socorro       | LINEAR                 | —         | MPC                           |
| 134876     | 2000 QB117 | 29 ago 2000 | Socorro       | LINEAR                 | —         | MPC                           |
| 134877     | 2000 QN135 | 26 ago 2000 | Socorro       | LINEAR                 | —         | MPC                           |
| 134878     | 2000 QS195 | 26 ago 2000 | Socorro       | LINEAR                 | —         | MPC                           |
| 134879     | 2000 QZ214 | 31 ago 2000 | Socorro       | LINEAR                 | —         | MPC                           |
| 134880     | 2000 QF223 | 21 ago 2000 | Anderson Mesa | LONEOS                 | —         | MPC                           |
| 134881     | 2000 QL223 | 21 ago 2000 | Anderson Mesa | LONEOS                 | —         | MPC                           |
| 134882     | 2000 RH31  | 1 set 2000  | Socorro       | LINEAR                 | —         | MPC                           |
| 134883     | 2000 RE36  | 3 set 2000  | Kitt Peak     | Spacewatch             | —         | MPC                           |
| 134884     | 2000 RY79  | 1 set 2000  | Socorro       | LINEAR                 | —         | MPC                           |
| 134885     | 2000 SZ38  | 24 set 2000 | Socorro       | LINEAR                 | —         | MPC                           |
| 134886     | 2000 SR62  | 24 set 2000 | Socorro       | LINEAR                 | —         | MPC                           |
| 134887     | 2000 SL103 | 24 set 2000 | Socorro       | LINEAR                 | —         | MPC                           |
| 134888     | 2000 SG128 | 24 set 2000 | Socorro       | LINEAR                 | —         | MPC                           |
| 134889     | 2000 SU191 | 24 set 2000 | Socorro       | LINEAR                 | —         | MPC                           |
| 134890     | 2000 SO215 | 26 set 2000 | Socorro       | LINEAR                 | —         | MPC                           |
| 134891     | 2000 SA223 | 27 set 2000 | Socorro       | LINEAR                 | —         | MPC                           |
| 134892     | 2000 SY256 | 24 set 2000 | Socorro       | LINEAR                 | —         | MPC                           |
| 134893     | 2000 SA258 | 24 set 2000 | Socorro       | LINEAR                 | —         | MPC                           |
| 134894     | 2000 SM259 | 24 set 2000 | Socorro       | LINEAR                 | —         | MPC                           |
| 134895     | 2000 UC13  | 25 out 2000 | Socorro       | LINEAR                 | —         | MPC                           |
| 134896     | 2000 WH13  | 21 nov 2000 | Socorro       | LINEAR                 | —         | MPC                           |
| 134897     | 2000 WM13  | 21 nov 2000 | Socorro       | LINEAR                 | —         | MPC                           |
| 134898     | 2000 WT75  | 20 nov 2000 | Socorro       | LINEAR                 | —         | MPC                           |
| 134899     | 2000 WV106 | 20 nov 2000 | Socorro       | LINEAR                 | —         | MPC                           |
| 134900     | 2000 WT120 | 20 nov 2000 | Socorro       | LINEAR                 | —         | MPC                           |

## 134901–135000
| Designação | Designação | Descoberta  | Descoberta      | Descobridor(es) | Categoria | Mais informações / Referência |
| Permanente | Provisória | Data        | Local           | Descobridor(es) | Categoria | Mais informações / Referência |
| ---------- | ---------- | ----------- | --------------- | --------------- | --------- | ----------------------------- |
| 134901     | 2000 WY156 | 30 nov 2000 | Socorro         | LINEAR          | —         | MPC                           |
| 134902     | 2000 WU159 | 20 nov 2000 | Anderson Mesa   | LONEOS          | —         | MPC                           |
| 134903     | 2000 XZ9   | 1 dez 2000  | Socorro         | LINEAR          | —         | MPC                           |
| 134904     | 2000 XR17  | 1 dez 2000  | Socorro         | LINEAR          | —         | MPC                           |
| 134905     | 2000 XA26  | 4 dez 2000  | Socorro         | LINEAR          | —         | MPC                           |
| 134906     | 2000 XO33  | 4 dez 2000  | Socorro         | LINEAR          | —         | MPC                           |
| 134907     | 2000 YL13  | 21 dez 2000 | Kitt Peak       | Spacewatch      | —         | MPC                           |
| 134908     | 2000 YM32  | 30 dez 2000 | Socorro         | LINEAR          | —         | MPC                           |
| 134909     | 2000 YC37  | 30 dez 2000 | Socorro         | LINEAR          | Juno      | MPC                           |
| 134910     | 2000 YL39  | 30 dez 2000 | Socorro         | LINEAR          | —         | MPC                           |
| 134911     | 2000 YM42  | 30 dez 2000 | Socorro         | LINEAR          | —         | MPC                           |
| 134912     | 2000 YC44  | 30 dez 2000 | Socorro         | LINEAR          | —         | MPC                           |
| 134913     | 2000 YZ45  | 30 dez 2000 | Socorro         | LINEAR          | —         | MPC                           |
| 134914     | 2000 YC51  | 30 dez 2000 | Socorro         | LINEAR          | —         | MPC                           |
| 134915     | 2000 YV51  | 30 dez 2000 | Socorro         | LINEAR          | —         | MPC                           |
| 134916     | 2000 YP53  | 30 dez 2000 | Socorro         | LINEAR          | —         | MPC                           |
| 134917     | 2000 YS53  | 30 dez 2000 | Socorro         | LINEAR          | —         | MPC                           |
| 134918     | 2000 YE55  | 30 dez 2000 | Socorro         | LINEAR          | —         | MPC                           |
| 134919     | 2000 YM59  | 30 dez 2000 | Socorro         | LINEAR          | —         | MPC                           |
| 134920     | 2000 YU92  | 30 dez 2000 | Socorro         | LINEAR          | —         | MPC                           |
| 134921     | 2000 YD98  | 30 dez 2000 | Socorro         | LINEAR          | —         | MPC                           |
| 134922     | 2000 YV104 | 28 dez 2000 | Socorro         | LINEAR          | —         | MPC                           |
| 134923     | 2000 YQ111 | 30 dez 2000 | Socorro         | LINEAR          | —         | MPC                           |
| 134924     | 2000 YC115 | 30 dez 2000 | Socorro         | LINEAR          | —         | MPC                           |
| 134925     | 2000 YO117 | 30 dez 2000 | Socorro         | LINEAR          | —         | MPC                           |
| 134926     | 2000 YS117 | 30 dez 2000 | Socorro         | LINEAR          | —         | MPC                           |
| 134927     | 2000 YB132 | 30 dez 2000 | Socorro         | LINEAR          | —         | MPC                           |
| 134928     | 2001 AG2   | 2 jan 2001  | Kitt Peak       | Spacewatch      | —         | MPC                           |
| 134929     | 2001 AT16  | 2 jan 2001  | Socorro         | LINEAR          | —         | MPC                           |
| 134930     | 2001 AH26  | 5 jan 2001  | Socorro         | LINEAR          | —         | MPC                           |
| 134931     | 2001 AN33  | 4 jan 2001  | Socorro         | LINEAR          | —         | MPC                           |
| 134932     | 2001 BQ5   | 19 jan 2001 | Socorro         | LINEAR          | —         | MPC                           |
| 134933     | 2001 BZ5   | 18 jan 2001 | Socorro         | LINEAR          | —         | MPC                           |
| 134934     | 2001 BT9   | 19 jan 2001 | Socorro         | LINEAR          | —         | MPC                           |
| 134935     | 2001 BL11  | 21 jan 2001 | Fair Oaks Ranch | J. V. McClusky  | —         | MPC                           |
| 134936     | 2001 BV13  | 22 jan 2001 | Oaxaca          | J. M. Roe       | —         | MPC                           |
| 134937     | 2001 BH21  | 19 jan 2001 | Socorro         | LINEAR          | —         | MPC                           |
| 134938     | 2001 BW29  | 20 jan 2001 | Socorro         | LINEAR          | —         | MPC                           |
| 134939     | 2001 BY35  | 18 jan 2001 | Socorro         | LINEAR          | —         | MPC                           |
| 134940     | 2001 BR37  | 21 jan 2001 | Socorro         | LINEAR          | —         | MPC                           |
| 134941     | 2001 BM47  | 21 jan 2001 | Socorro         | LINEAR          | —         | MPC                           |
| 134942     | 2001 BO53  | 17 jan 2001 | Haleakalā       | NEAT            | —         | MPC                           |
| 134943     | 2001 BB54  | 18 jan 2001 | Kitt Peak       | Spacewatch      | —         | MPC                           |
| 134944     | 2001 BY57  | 21 jan 2001 | Socorro         | LINEAR          | —         | MPC                           |
| 134945     | 2001 BN60  | 25 jan 2001 | Haleakalā       | NEAT            | —         | MPC                           |
| 134946     | 2001 BH62  | 26 jan 2001 | Socorro         | LINEAR          | —         | MPC                           |
| 134947     | 2001 BD74  | 31 jan 2001 | Kitt Peak       | Spacewatch      | —         | MPC                           |
| 134948     | 2001 BL82  | 24 jan 2001 | Kitt Peak       | Spacewatch      | Themis    | MPC                           |
| 134949     | 2001 CR    | 1 fev 2001  | Socorro         | LINEAR          | —         | MPC                           |
| 134950     | 2001 CX5   | 1 fev 2001  | Socorro         | LINEAR          | —         | MPC                           |
| 134951     | 2001 CK7   | 1 fev 2001  | Socorro         | LINEAR          | —         | MPC                           |
| 134952     | 2001 CB12  | 1 fev 2001  | Socorro         | LINEAR          | —         | MPC                           |
| 134953     | 2001 CV20  | 4 fev 2001  | Socorro         | LINEAR          | —         | MPC                           |
| 134954     | 2001 CL27  | 2 fev 2001  | Anderson Mesa   | LONEOS          | —         | MPC                           |
| 134955     | 2001 CQ39  | 13 fev 2001 | Socorro         | LINEAR          | —         | MPC                           |
| 134956     | 2001 DJ8   | 17 fev 2001 | Haleakalā       | NEAT            | —         | MPC                           |
| 134957     | 2001 DN18  | 16 fev 2001 | Socorro         | LINEAR          | Vesta     | MPC                           |
| 134958     | 2001 DX27  | 17 fev 2001 | Socorro         | LINEAR          | —         | MPC                           |
| 134959     | 2001 DU34  | 19 fev 2001 | Socorro         | LINEAR          | —         | MPC                           |
| 134960     | 2001 DW37  | 19 fev 2001 | Socorro         | LINEAR          | —         | MPC                           |
| 134961     | 2001 DN41  | 19 fev 2001 | Socorro         | LINEAR          | —         | MPC                           |
| 134962     | 2001 DB64  | 19 fev 2001 | Socorro         | LINEAR          | —         | MPC                           |
| 134963     | 2001 DM78  | 22 fev 2001 | Kitt Peak       | Spacewatch      | —         | MPC                           |
| 134964     | 2001 DB97  | 17 fev 2001 | Socorro         | LINEAR          | —         | MPC                           |
| 134965     | 2001 DQ99  | 17 fev 2001 | Haleakalā       | NEAT            | Vesta     | MPC                           |
| 134966     | 2001 DO102 | 16 fev 2001 | Socorro         | LINEAR          | —         | MPC                           |
| 134967     | 2001 DR103 | 16 fev 2001 | Haleakalā       | NEAT            | —         | MPC                           |
| 134968     | 2001 DJ107 | 19 fev 2001 | Socorro         | LINEAR          | —         | MPC                           |
| 134969     | 2001 EL1   | 1 mar 2001  | Socorro         | LINEAR          | —         | MPC                           |
| 134970     | 2001 EZ9   | 2 mar 2001  | Anderson Mesa   | LONEOS          | —         | MPC                           |
| 134971     | 2001 EE21  | 15 mar 2001 | Anderson Mesa   | LONEOS          | —         | MPC                           |
| 134972     | 2001 EV24  | 15 mar 2001 | Socorro         | LINEAR          | —         | MPC                           |
| 134973     | 2001 FA    | 16 mar 2001 | Badlands        | Badlands Obs.   | —         | MPC                           |
| 134974     | 2001 FS3   | 18 mar 2001 | Socorro         | LINEAR          | —         | MPC                           |
| 134975     | 2001 FJ10  | 19 mar 2001 | Anderson Mesa   | LONEOS          | —         | MPC                           |
| 134976     | 2001 FL30  | 20 mar 2001 | Haleakalā       | NEAT            | —         | MPC                           |
| 134977     | 2001 FX30  | 21 mar 2001 | Haleakala       | NEAT            | —         | MPC                           |
| 134978     | 2001 FH40  | 18 mar 2001 | Socorro         | LINEAR          | —         | MPC                           |
| 134979     | 2001 FF53  | 18 mar 2001 | Socorro         | LINEAR          | —         | MPC                           |
| 134980     | 2001 FT54  | 19 mar 2001 | Socorro         | LINEAR          | —         | MPC                           |
| 134981     | 2001 FK57  | 21 mar 2001 | Haleakalā       | NEAT            | —         | MPC                           |
| 134982     | 2001 FZ66  | 19 mar 2001 | Socorro         | LINEAR          | —         | MPC                           |
| 134983     | 2001 FP69  | 19 mar 2001 | Socorro         | LINEAR          | —         | MPC                           |
| 134984     | 2001 FU71  | 19 mar 2001 | Socorro         | LINEAR          | —         | MPC                           |
| 134985     | 2001 FY80  | 23 mar 2001 | Socorro         | LINEAR          | Phocaea   | MPC                           |
| 134986     | 2001 FE100 | 17 mar 2001 | Farpoint        | Farpoint Obs.   | —         | MPC                           |
| 134987     | 2001 FA114 | 19 mar 2001 | Anderson Mesa   | LONEOS          | —         | MPC                           |
| 134988     | 2001 FX115 | 19 mar 2001 | Anderson Mesa   | LONEOS          | —         | MPC                           |
| 134989     | 2001 FG123 | 23 mar 2001 | Anderson Mesa   | LONEOS          | —         | MPC                           |
| 134990     | 2001 FM131 | 20 mar 2001 | Haleakalā       | NEAT            | Phocaea   | MPC                           |
| 134991     | 2001 FG138 | 21 mar 2001 | Haleakala       | NEAT            | —         | MPC                           |
| 134992     | 2001 FP138 | 21 mar 2001 | Haleakala       | NEAT            | —         | MPC                           |
| 134993     | 2001 FX146 | 24 mar 2001 | Anderson Mesa   | LONEOS          | —         | MPC                           |
| 134994     | 2001 FW151 | 24 mar 2001 | Haleakalā       | NEAT            | —         | MPC                           |
| 134995     | 2001 FZ155 | 26 mar 2001 | Socorro         | LINEAR          | —         | MPC                           |
| 134996     | 2001 FD158 | 27 mar 2001 | Anderson Mesa   | LONEOS          | —         | MPC                           |
| 134997     | 2001 FE195 | 24 mar 2001 | Socorro         | LINEAR          | —         | MPC                           |
| 134998     | 2001 GU9   | 15 abr 2001 | Socorro         | LINEAR          | —         | MPC                           |
| 134999     | 2001 HC9   | 16 abr 2001 | Socorro         | LINEAR          | —         | MPC                           |
| 135000     | 2001 HT13  | 21 abr 2001 | Socorro         | LINEAR          | —         | MPC                           |